# Bottrop

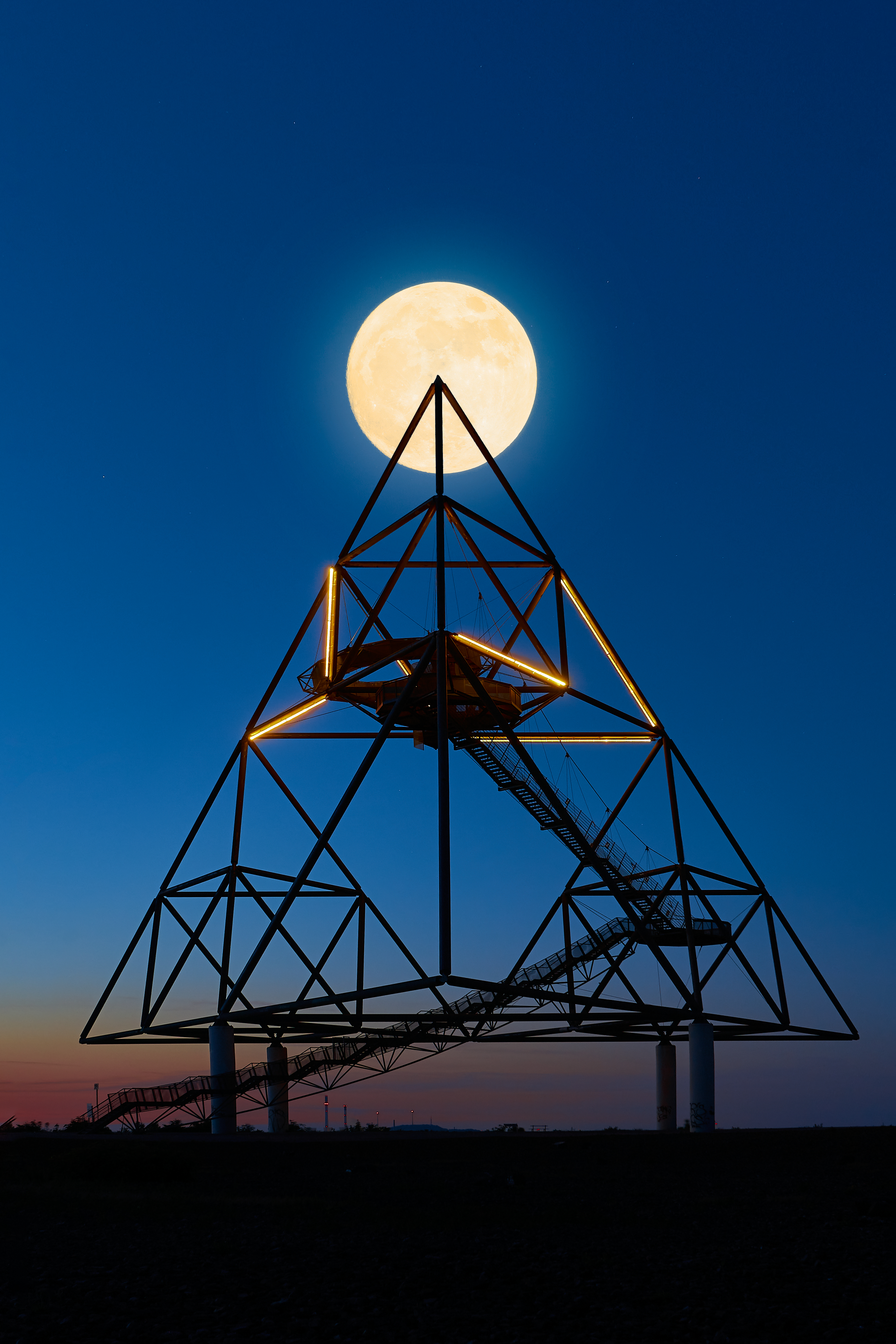
Der Tetraeder ist das Wahrzeichen der Stadt Bottrop.

Die kreisfreie Großstadt Bottrop [ˈbɔtrɔp] liegt im Ruhrgebiet in Nordrhein-Westfalen. Mit rund 118.000 Einwohnern (Stand 2022) ist sie nach Remscheid die zweitkleinste kreisfreie Stadt in Nordrhein-Westfalen. Verwaltungsmäßig gehört sie zum Regierungsbezirk Münster. Sie ist Mitglied im Landschaftsverband Westfalen-Lippe und im Regionalverband Ruhr.

## Geographie

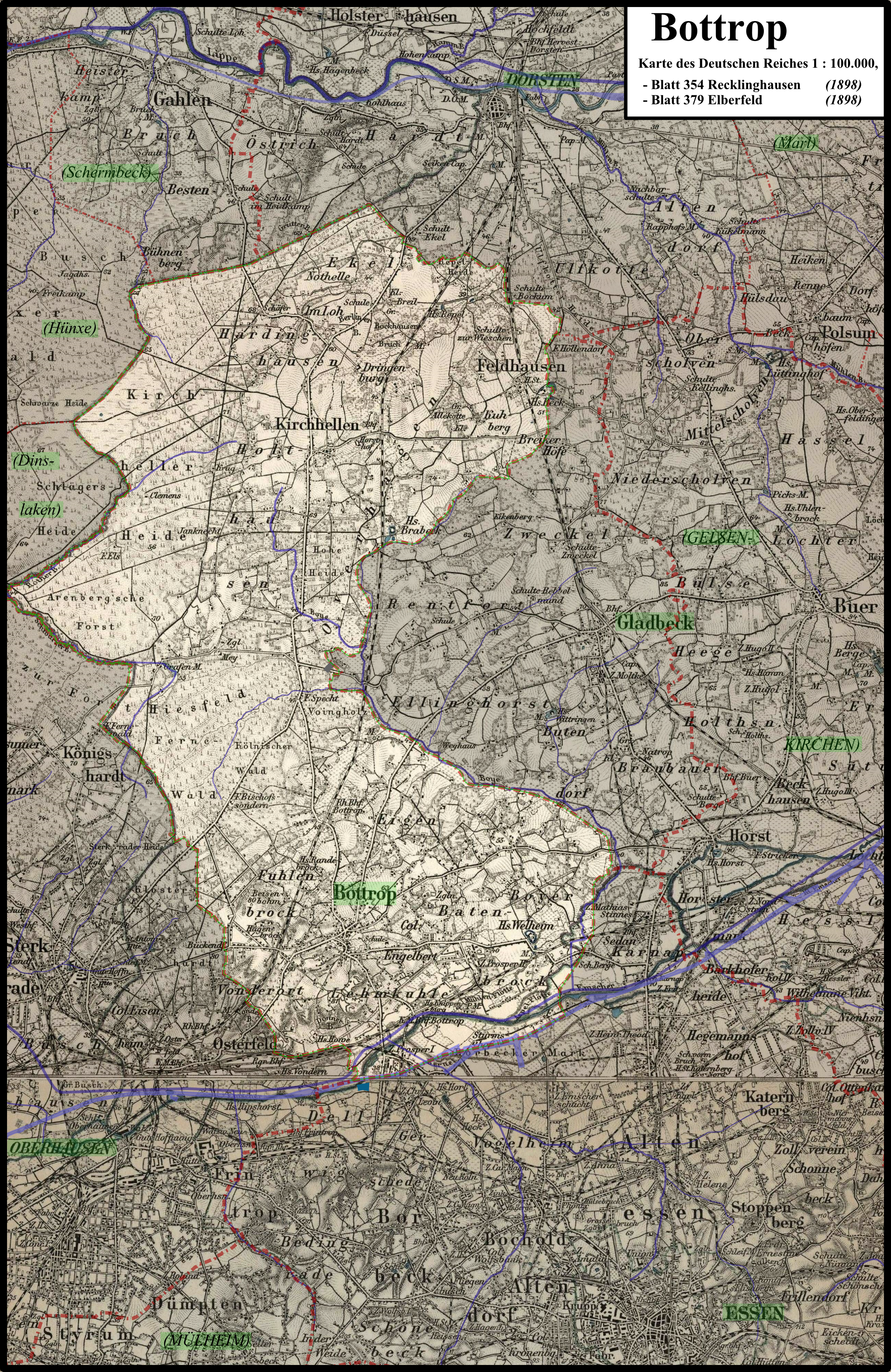
Karte des Deutschen Reiches 1 : 100.000 des heutigen Bottroper Gebietes Ende des 19. Jahrhunderts;
Kirchhellen (nebst Feldhausen) im Norden gehört erst seit 1975 zum Stadtgebiet.

### Lage
Die Stadt Bottrop liegt auf den welligen südwestlichen Ausläufern des Recklinghäuser Landrückens unmittelbar nördlich der Emscher am Südrand des Naturparks Hohe Mark. Der Rhein-Herne-Kanal bildet im Süden die Stadtgrenze zu Essen. Parallel dazu fließt 100 Meter weiter nördlich die Emscher von Ost nach West. Die Boye entspringt nördlich von Grafenwald, bildet auf einem längeren Stück die Stadtgrenze zu Gladbeck und wendet sich schließlich nach Süden, um an der Essener Stadtgrenze in die Emscher hochgepumpt zu werden; ein Großteil der Boye und ihrer Zuflüsse wurden einst als offene Abwassergräben in Betonschalen geführt. Durch eine aufwändige Renaturierung des Boye-Systems durch die Emschergenossenschaft wurde ein einstiger Abwasserkanal in einen natürlichen Bach zurückverwandelt. In der Landesplanung ist Bottrop als Mittelzentrum ausgewiesen, es befindet sich im nördlichen Bereich der Metropolregion Rhein-Ruhr.

### Kohlebergbau und Entwässerung
Jahrzehntelang hat der Steinkohlenbergbau die Wirtschaft im Ruhrgebiet vorangetrieben. Auch in Bottrop gab es einige Zechen, die mittlerweile alle geschlossen sind. Der Kohlebergbau hat aber auch erhebliche Schäden verursacht, u. a. durch Bergsenkungen. An einigen Stellen liegt der Boden mittlerweile niedriger als die umliegenden Gewässer. Ohne Deiche und Pumpwerke würden sich hier Grundwasserseen bilden, in denen Häuser und Stadtteile versinken würden. Daher kommt die Stadt Bottrop nicht ohne Pumpwerke aus. Ständiges Pumpen, damit kein Land untergeht, kostet für das ganze Ruhrgebiet etwa 220 Millionen Euro im Jahr, bezahlt von der RAG-Stiftung. Noch unklar ist, wer auf Dauer für diese hinterlassenen Ewigkeitslasten bezahlen wird, wenn sich die Bergbaugesellschaften zurückziehen würden.

### Geologie
Große Teile des Stadtgebietes sind von eiszeitlichen Ablagerungen des Quartär (Geologie) geprägt. Hier dominieren unter anderem Sande der eiszeitlichen Flussterrasse des Rheins und pleistozäne Endmoränen des Saale-Komplex, die diskordant mit unterschiedlicher Mächtigkeit die Ablagerungen der oberen Kreide überdecken. Zahlreiche Fossilien zeugen vom Wirken der Eiszeit, wie zum Beispiel Knochen von Mammuts, Wollnashörnern, Höhlenbären und Neandertalern. Bei den kreidezeitlichen Gesteinen ist der sogenannte Bottroper Mergel vorherrschend, der für seinen Reichtum an Fossilien, wie Ammoniten, Belemniten, Knochenfragmenten von Mosasauriern und Muscheln überregional bekannt ist.
Unterhalb der Kreideschichten finden sich die kohlenführenden Gesteine des Karbons.

### Stadtgebiet
Die Gesamtfläche des Stadtgebietes beträgt rund 101 Quadratkilometer. Die maximale Ausdehnung in Nord-Süd-Richtung liegt bei 17 Kilometern, in West-Ost-Richtung bei 9 Kilometern. Der höchste Punkt des Stadtgebiets befindet sich bei 78 m ü. NN („In der Schanze“), der tiefste Punkt 26 m ü. NN („Haverkamp“).
Das Stadtgebiet Bottrops besteht aus den drei Stadtbezirken Bottrop-Mitte, Bottrop-Süd und Bottrop-Kirchhellen. In jedem Stadtbezirk gibt es eine Bezirksvertretung. Vorsitzender der Bezirksvertretung ist der Bezirksbürgermeister.

### Gliederung in Stadtteile
Zu Alt-Bottrop gehörten von alters her die Bauerschaften Fuhlenbrock im Nordwesten, Eigen im Norden, Batenbrock im Osten, Boy im äußersten Ostnordosten, Lehmkuhle im Süden und Vonderort im Südwesten. Das Marktviertel im Stadtzentrum liegt rund um die Kirche St. Cyriakus.
Zu Kirchhellen gehörten die Bauerschaften Holthausen im Süden und Westen, Hardinghausen im Nordwesten, Ekel im äußersten Norden, Overhagen im Osten und Feldhausen im äußersten Osten, von denen Feldhausen bereits früh einen dörflichen Charakter aufwies.
Die Namen dieser Bauerschaften leben in der heutigen Stadtgliederung weiter, jedoch haben sich weitere Stadtteile ausgeprägt.
Folgendermaßen gliedert sich die Stadt Bottrop in Stadtteile (Flächenangaben sowie Einwohnerzahlen vom 31. Dezember 2014 in Klammern):

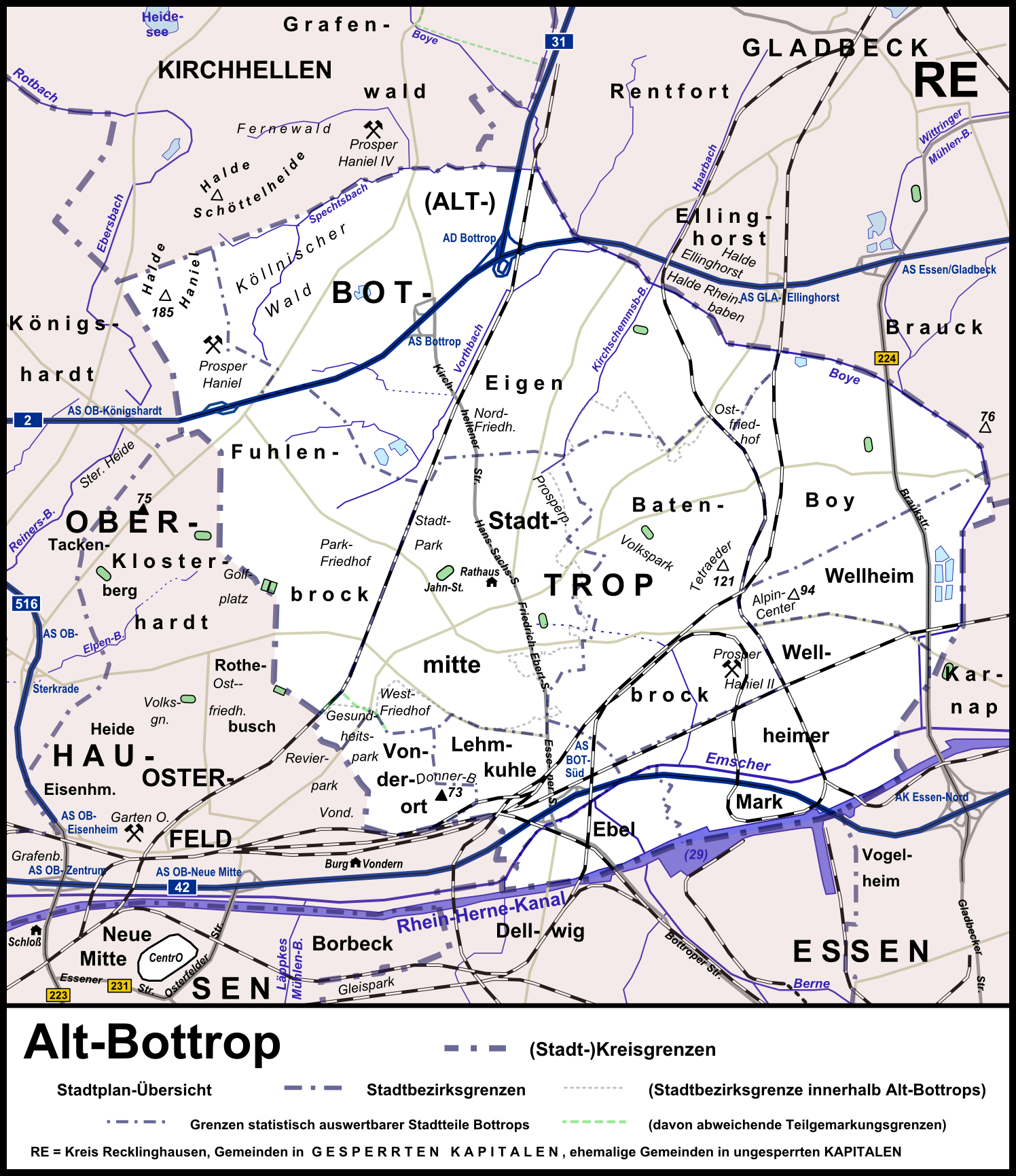
Detailkarte der Stadtteile Alt-Bottrops (Detailkarte Gesamt-Bottrops)

Stadtteile von Bottrop

- Alt-Bottrop (Summe 42,15 km²; insgesamt 95.304 EW)
  - Stadtmitte (5,29 km²; 25.009 EW)
  - Fuhlenbrock (5,68 km²; 13.667 EW)
  - Eigen (11,72 km²; 16.029 EW)
  - Batenbrock (5,61 km²; 19.541 EW)
  - Boy (3,54 km²; 8.454 EW)
  - Welheim (2,81 km²; 4.379 EW)
  - Welheimer Mark (3,5 km²; 1.367 EW)
  - Ebel (1,1 km²; 1.520 EW)
  - Lehmkuhle (1,6 km²; 2.605 EW)
  - Vonderort (1,2 km²; 2.733 EW)
- Bottrop-Kirchhellen (58,46 km²; insgesamt 20.416 EW)
  - Kirchhellen-Mitte (3,53 km²; stat. Bezirk: 4,73 km², 10.700 EW)
  - Grafenwald (13,95 km²; stat. Bezirk: 16,59 km², 5.736 EW)
  - Holthausen (11,74 km²; Baublockgruppen: 11,29 km², 658 EW)
  - Hardinghausen (9,68 km²; Baublöcke: 9,05 km², 686 EW)
  - Ekel (5,49 km²; Baublöcke: 5,13 km², 163 EW)
  - Feldhausen (5,64 km²; Baublockgruppen: 5,47 km², 1.716 EW)
  - Overhagen (8,43 km²; Baublockgruppen: 6,20 km², 785 EW)

Die Stadtteile Stadtmitte, Fuhlenbrock und Eigen bilden in etwa, jedoch nicht genau deckungsgleich (vgl. Abschnitt im Artikel zur Stadtgliederung) den Stadtbezirk Bottrop-Mitte, die folgenden sieben den Stadtbezirk Bottrop-Süd.
Neben den 17 Stadtteilen gliedert sich Bottrop in ebenfalls 17 statistische Bezirke. Dabei zerfallen die dichter besiedelten Stadtteile in bis zu drei statistische Bezirke, während in den dünner besiedelten Gebieten Kirchhellens und im Süden Alt-Bottrops mehrere Stadtteile zusammen einen statistischen Bezirk bilden – siehe Listenartikel zur Gliederung. Es gibt einzelne Abweichungen in der Grenzziehung; insbesondere in Kirchhellen sind diese zum Teil erheblich.
Alternative Stadtteile bilden die 7 statistischen Über-Bezirke Kirchhellen (gesamt), Stadtmitte, Fuhlenbrock, Eigen, Batenbrock, Boy (mit Welheim und dem Osten der Welheimer Mark; 7,90 km²; 12.946 EW) und Süd (restliche Stadtteile; 5,76 km²; 8.112 EW).

### Nachbargemeinden/-städte
Die Stadt Bottrop grenzt im Norden an die Gemeinde Schermbeck im Kreis Wesel sowie die Stadt Dorsten und im Osten an die Stadt Gladbeck, beide im Kreis Recklinghausen, im Süden an die kreisfreie Stadt Essen, im Westen an die kreisfreie Stadt Oberhausen, die Stadt Dinslaken sowie die Gemeinde Hünxe, beide im Kreis Wesel.

## Geschichte

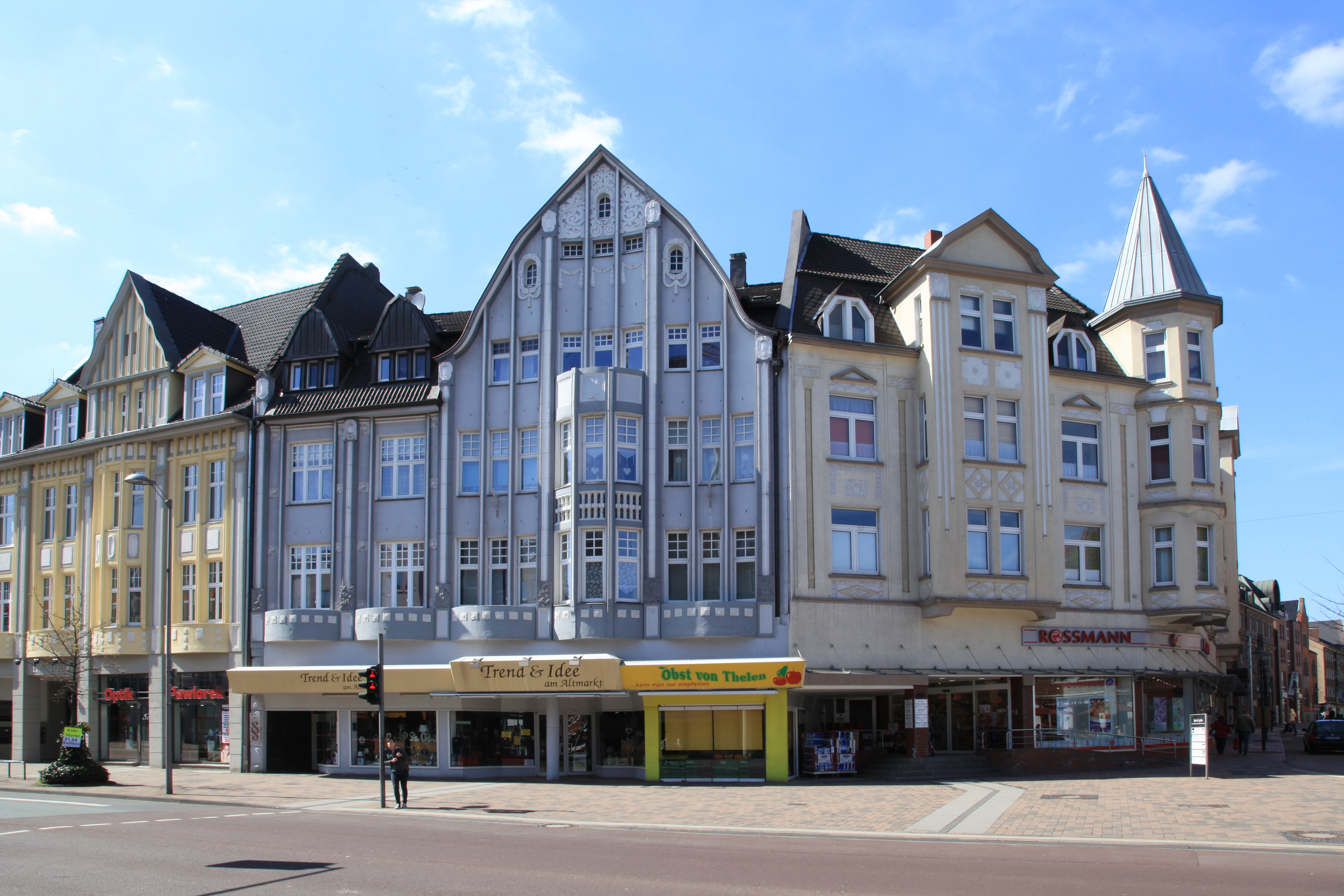
Altmarkt in der Innenstadt

Der Name der Stadt leitet sich aus dem mittelalterlichen Namen Borthorpe her, was so viel wie „Dorf am Hügel“ bedeutet. 

### Mittelalter und Frühe Neuzeit
1092 wurde die Siedlung erstmals in den Besitzregistern des Klosters Werden erwähnt. 1253 wurde die Kommende Welheim des Deutschen Ordens gegründet. Um 1340 wurde die Knippenburg errichtet. 1432 erhielt Bottrop das Marktrecht.
Die Siedlung gehörte zum Vest Recklinghausen des Kurfürstentums Köln. Das gesamte Kirchspiel Bottrop unterstand dem kurkölnischen Statthalter des Vestes Recklinghausen. In Bottrop kreuzte der „Vestische Hellweg“, eine historische Verbindung zwischen Recklinghausen und dem Rheinland, die Straße nach Dorsten. Dank dieser Lage erlangte Bottrop eine gewisse Bedeutung als Marktort, unter anderem als Viehmarkt. 1796 wurde die Baumwollspinnerei Lichtenhagen gegründet.

### 19. Jahrhundert
Mit dem Vest Recklinghausen wurde Bottrop im Zuge der Säkularisation 1803 dem Herzogtum Arenberg-Meppen zugeschlagen und nach dessen Auflösung am 22. Januar 1811 dem Großherzogtum Berg, in dem Bottrop zusammen mit Osterfeld eine Mairie bildete. Kirchhellen war damals eine eigene Mairie. Die Befreiungskriege beendeten 1813 die französische Herrschaft; Bottrop wurde im selben Jahr preußisch.
Am 23. April 1816 wurde Bottrop dem Kreis Recklinghausen in der Provinz Westfalen zugeordnet. Ab 1821 bildete Bottrop zusammen mit Osterfeld, heute zu Oberhausen gehörig, die Bürgermeisterei Bottrop, die mit Kirchhellen einen gemeinsamen Amtsverband bildete. 1844 wurde dann im Rahmen der Einführung der Westfälischen Landgemeindeordnung aus der Bürgermeisterei Bottrop das Amt Bottrop gebildet.
Mit Abteufung der Zeche Prosper I begann 1856 die Zeit des Steinkohlenbergbaus in Bottrop. Osterfeld schied 1891 aus dem Amt Bottrop aus und bildete ein eigenes Amt.

### 20. und 21. Jahrhundert
Am 19. Juli 1919 erhielt Bottrop durch Erlass des preußischen Staatsministeriums die Stadtrechte. Knapp eineinhalb Jahre später, am 1. Januar 1921, schied die junge Stadt aus dem Kreis Recklinghausen aus und wurde eine kreisfreie Stadt. Als Reaktion auf den Kapp-Putsch rückten am 20. März 1920 Truppen der Roten Ruhrarmee in Bottrop ein. Gegen diese setzte die Reichsregierung unter anderem die Marine-Brigade Ehrhardt ein. Sie vertrieb, von Kirchhellen kommend, nach erbittertem Kampf am 6. April die Rote Ruhrarmee aus Bottrop. Die Freikorps-Soldaten verurteilten anschließend eine unbekannte Zahl Bottroper Arbeiter, die in der Roten Ruhrarmee gekämpft hatten oder von denen dies behauptet wurde, standrechtlich zum Tode und erschossen sie.
Am 1. August 1929 wurde das Stadtgebiet durch Eingliederung von Vonderort (bis dahin zu Osterfeld gehörig), Ebel (zu Essen-Borbeck gehörig) und Teilen von Karnap (Essen) vergrößert.
Während des Zweiten Weltkrieges wurden in Bottrop Ziele wie die alten Hülswerke angegriffen, wo heutzutage das Möbelhandelshaus Ostermann eine große Filiale hat. Die Hülswerke waren ein wichtiges Ziel, da dort aus Kohle Diesel für Rüstungszwecke gewonnen wurde. Insgesamt starben während des Krieges in Bottrop circa 300 Menschen. An Opfer des Nationalsozialismus in Bottrop erinnern unter anderem die Stolpersteine.
Am 21. Dezember 2018 schloss in Bottrop das letzte Steinkohlebergwerk, das Bergwerk Prosper-Haniel, womit die Epoche der Steinkohleförderung in Deutschland endete.

### Gebietsreform
Im Zug des zweiten Neugliederungsprogramms in Nordrhein-Westfalen (§ 5 Ruhrgebiet-Gesetz) wurden am 1. Januar 1975 die kreisfreien Städte Bottrop und Gladbeck sowie die kreisangehörige Gemeinde Kirchhellen des Kreises Recklinghausen zur neuen Stadt Bottrop zusammengeschlossen. Für die neue Kommune entstand umgangssprachlich der Kunstname „Glabotki“.
Die Stadt Gladbeck klagte gegen diesen Zusammenschluss und erreichte eine Korrektur der Gebietsreform in dem so genannten Nikolausurteil vom 6. Dezember 1975. Die damalige Landesregierung erwog im Frühjahr 1976 eine Eingemeindung Bottrops nach Essen. Am 1. Juli 1976 wurde Gladbeck eine kreisangehörige Stadt des Kreises Recklinghausen, und Kirchhellen wurde schließlich wieder in die Stadt Bottrop, die damit ihre heutige Ausdehnung erreichte, eingegliedert.

### Einwohnerentwicklung
| Bevölkerung (Stand: 31. Dezember 2006) | Bevölkerung (Stand: 31. Dezember 2006) |
| -------------------------------------- | -------------------------------------- |
| 0–17 Jahre                             | 17,6 %                                 |
| 18–64 Jahre                            | 61,9 %                                 |
| ab 65 Jahre                            | 20,5 %                                 |
| Ausländeranteil                        | 9,4 %                                  |

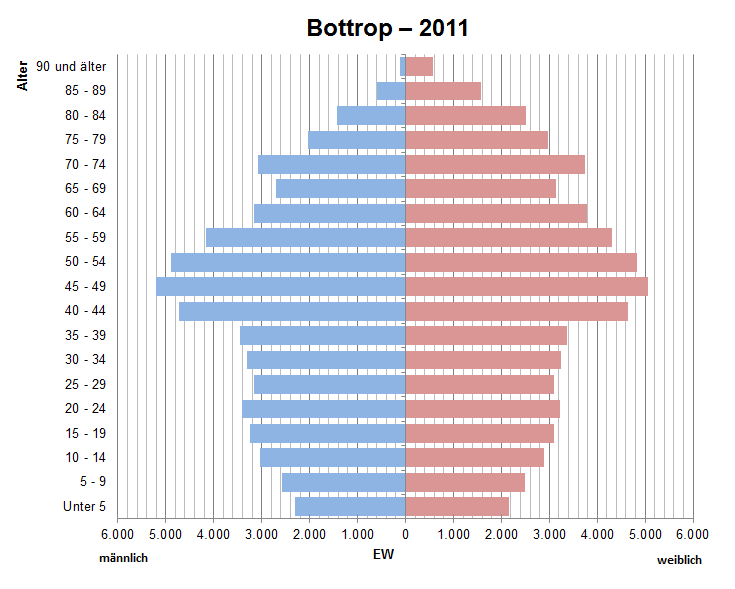
Bevölkerungspyramide für Bottrop (Datenquelle: Zensus 2011.)

Über mehrere Jahrhunderte war Bottrop ein kleines Dorf mit einigen Hundert Einwohnern. Erst im 19. Jahrhundert setzte mit der Industrialisierung ein starkes Bevölkerungswachstum ein. Im Jahre 1800 hatte Bottrop etwa 2000 Einwohner, hundert Jahre später waren es schon 25.000. Bis 1911 verdoppelte sich diese Zahl auf 50.000. Im Jahre 1953 überschritt die Einwohnerzahl der Stadt die Grenze von 100.000, wodurch sie zur Großstadt wurde.
Am 1. Januar 1975 erreichte die Bevölkerungszahl von Bottrop durch die Eingemeindung von Gladbeck (81.868 Einwohner 1974) und Kirchhellen (14.759 Einwohner 1974) mit 198.972 ihren historischen Höchststand. Am 6. Dezember 1975 wurde Gladbeck wieder ausgegliedert.
Die folgende Übersicht zeigt die Einwohnerzahlen nach dem jeweiligen Gebietsstand. Bis 1833 handelt es sich meist um Schätzungen, danach um Volkszählungsergebnisse (¹) oder amtliche Fortschreibungen der jeweiligen Statistischen Ämter beziehungsweise der Stadtverwaltung selbst. Die Angaben beziehen sich ab 1843 auf die „Ortsanwesende Bevölkerung“, ab 1925 auf die Wohnbevölkerung und seit 1987 auf die vom Landesamt für Datenverarbeitung und Statistik NRW ermittelte „Bevölkerung am Ort der Hauptwohnung“. Vor 1843 wurde die Einwohnerzahl nach uneinheitlichen Erhebungsverfahren ermittelt. Die Angaben vom 1. Januar 1975 beziehen sich auf den Gebietsstand vom selben Tag und die Bevölkerungszahl vom 30. Juni 1974.
| Jahr               | Einwohner |
| ------------------ | --------- |
| 1584               | 900       |
| 1782               | 1.661     |
| 1805               | 2.178     |
| 1818               | 2.214     |
| 1830               | 2.739     |
| 3. Dezember 1858 ¹ | 3.871     |
| 1. Dezember 1871 ¹ | 5.396     |
| 1. Dezember 1880 ¹ | 7.724     |
| 1. Dezember 1890 ¹ | 13.595    |
| 1. Dezember 1895 ¹ | 18.015    |
| 1. Dezember 1900 ¹ | 24.847    |
| 1. Dezember 1905 ¹ | 34.284    |
| 1. Dezember 1910 ¹ | 47.162    |
| 1. Dezember 1916 ¹ | 67.294    |
| 5. Dezember 1917 ¹ | 68.210    |

| Jahr                 | Einwohner |
| -------------------- | --------- |
| 8. Oktober 1919 ¹    | 71.139    |
| 16. Juni 1925 ¹      | 77.197    |
| 16. Juni 1933 ¹      | 86.218    |
| 17. Mai 1939 ¹       | 83.385    |
| 31. Dezember 1945    | 78.564    |
| 29. Oktober 1946 ¹   | 80.724    |
| 13. September 1950 ¹ | 93.268    |
| 25. September 1956 ¹ | 104.816   |
| 6. Juni 1961 ¹       | 111.548   |
| 31. Dezember 1965    | 113.746   |
| 27. Mai 1970 ¹       | 106.657   |
| 30. Juni 1974        | 102.794   |
| 1. Januar 1975 ²     | 198.972   |
| 31. Dezember 1980    | 114.571   |
| 31. Dezember 1985    | 112.487   |

| Jahr              | Einwohner |
| ----------------- | --------- |
| 25. Mai 1987 ¹    | 114.640   |
| 31. Dezember 1990 | 118.936   |
| 31. Dezember 1995 | 120.642   |
| 31. Dezember 2000 | 120.611   |
| 31. Dezember 2005 | 119.356   |
| 31. Dezember 2008 | 117.756   |
| 9. Mai 2011 ¹     | 117.311   |
| 31. Dezember 2012 | 116.498   |
| 31. Dezember 2013 | 116.055   |
| 31. Dezember 2015 | 117.143   |
| 31. Dezember 2016 | 117.409   |
| 31. Dezember 2017 | 117.364   |
| 31. Dezember 2018 | 117.383   |
| 31. Dezember 2019 | 117.565   |
| 31. Dezember 2020 | 117.388   |

| Jahr              | Einwohner |
| ----------------- | --------- |
| 31. Dezember 2021 | 117.311   |
| 31. Dezember 2022 | 118.327   |
| 31. Dezember 2023 | 118.912   |
| 31. Dezember 2024 | 118.535   |

¹ Volkszählungsergebnis

² Vom 1. Januar bis zum 5. Dezember 1975 gehörte Gladbeck zu Bottrop.
Im Jahre 1875 zählte Bottrops Gemeinde 6600 Einwohner, bis 1900 vervierfachte sich die Zahl. 40 % der Bevölkerung kamen aus den damaligen deutschen Ostgebieten, vor allem aus Ostpreußen, aus Westpreußen und aus Schlesien, darunter Ruhrpolen. 1915 zählte Bottrop 69.000 Einwohner; die einheimische westfälische Wohnbevölkerung war in der Minderheit. 1911 stellen die Migranten 36 % der Belegschaften der Zechen.

### Christentum

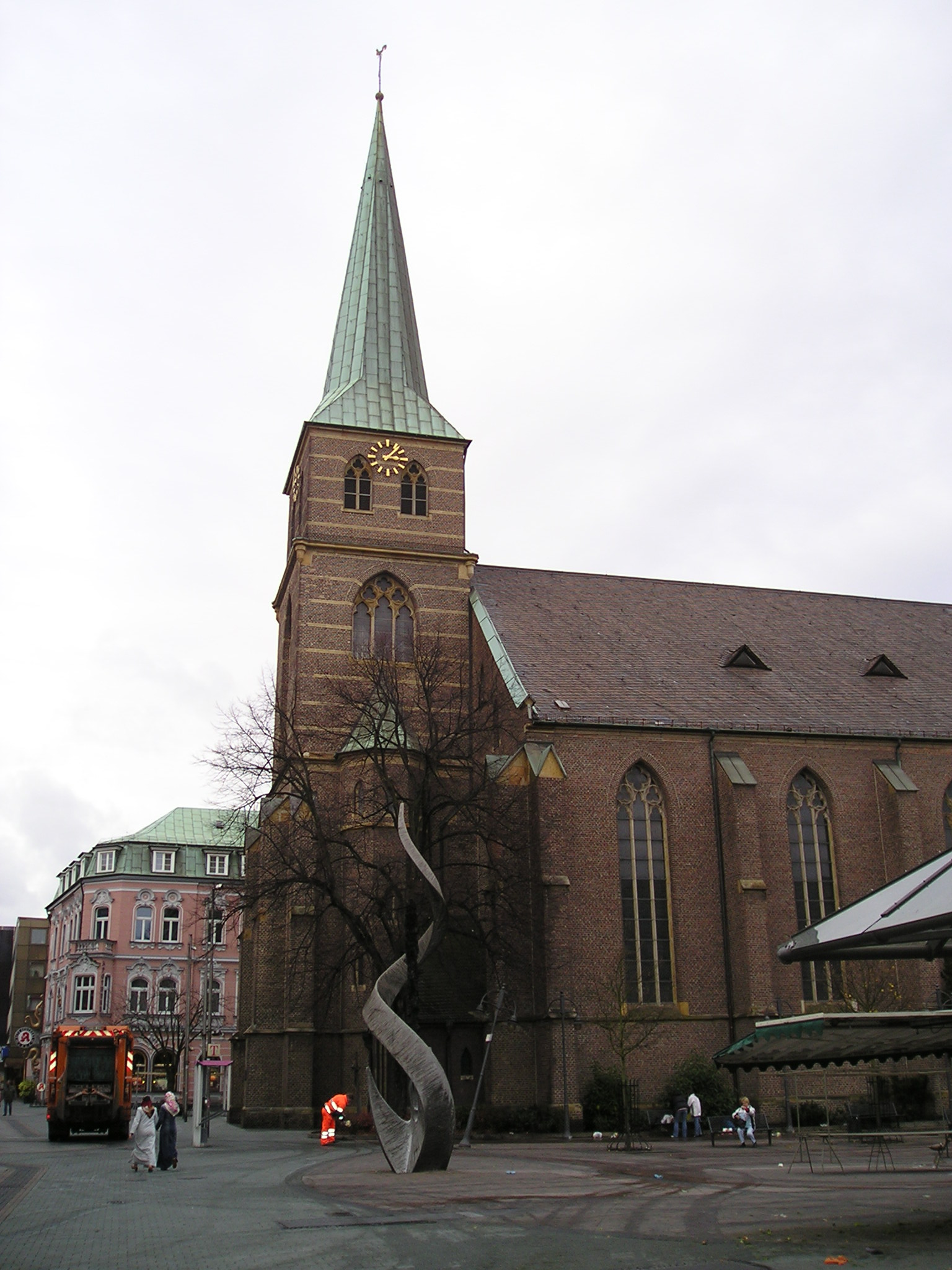
Propsteikirche St. Cyriakus

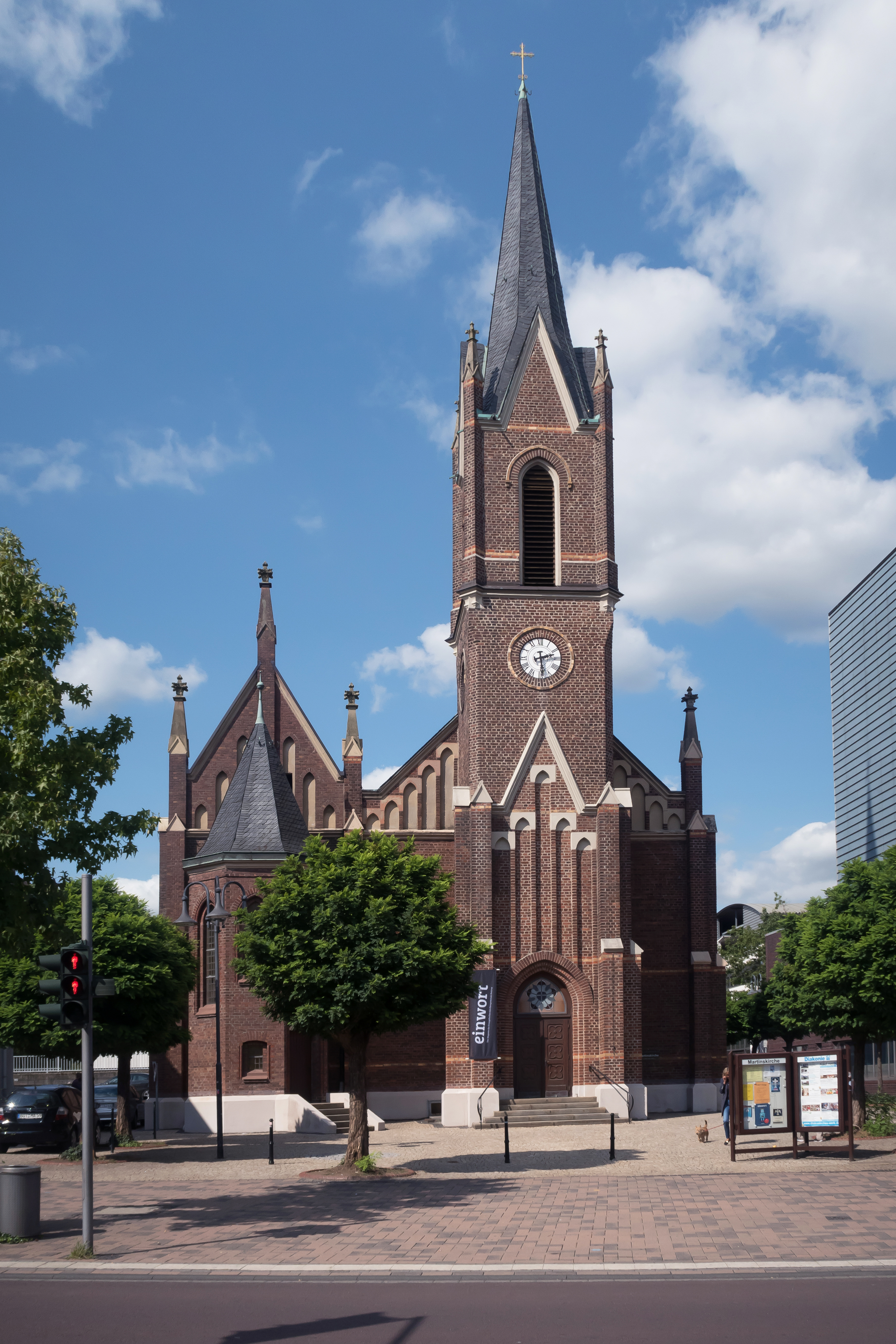
Evangelische Martinskirche

Bottrop gehörte von Anfang an zum Erzbistum Köln und war zunächst dem Archidiakonat Dortmund (bis 1612) und dann dem Dekanat Vest Recklinghausen unterstellt. Die politische Zugehörigkeit zum Vest Recklinghausen und damit zum Kurfürstentum Köln ist Ursache dafür, dass die Reformation nicht Fuß fassen konnte. Daher blieb Bottrop über Jahrhunderte eine katholische Gemeinde. Die einzige Pfarrkirche des Ortes war St. Cyriakus. Nach dem Übergang an Preußen (1815) wurden auch die kirchlichen Strukturen neu geregelt. So kam die Pfarrgemeinde 1821 zum Bistum Münster.
Das starke Wachstum der Gemeinde führte 1861/1862 zum Neubau einer größeren St.-Cyriakus-Kirche. Ab 1864 gehörte die Pfarrei zum Dekanat Dorsten. Bis 1919 entstanden fünf weitere katholische Kirchen, St. Johannes (in Bottrop-Boy, 1898), Herz-Jesu (1902), St. Michael, Liebfrauen und St. Joseph (1915/1919). Bereits 1905 war die Pfarrei St. Cyriakus auf die neuen Kirchen aufgeteilt worden und 1916 wurde Bottrop Sitz eines eigenen Dekanats innerhalb des Bistums Münster. Weitere katholische Kirchen im Stadtgebiet sind St. Ludger in Fuhlenbrock (1929), Heilig-Kreuz (erbaut 1955–1957 durch Architekt Rudolf Schwarz mit Fenstern von Georg Meistermann), St. Johannes der Täufer in Kirchhellen (13. Jh., Neubau 1925), Libori-Kapelle (1751) und St. Mariä Himmelfahrt Feldhausen (1882). 1958 kam das Dekanat Bottrop mit seinen damals 18 Pfarrgemeinden zum neu gegründeten Bistum Essen. 2006 begann die Neuorganisation der Pfarreien mit Fusionen, der Profanierung oder dem Abriss von Kirchengebäuden. Jetzt gliedert sich die katholische Administration in zwei Pfarreien im Bistum Essen (St. Cyriakus und St. Joseph mit insgesamt 18 Standorten) und einer Pfarrei im Bistum Münster (St. Johannes der Täufer Kirchhellen mit 3 Standorten). Die Katholiken des 1975 mit Bottrop vereinigten Ortes Kirchhellen gehören auch heute noch zum Dekanat Dorsten innerhalb des Kreisdekanats Recklinghausen des Bistums Münster.
Über Jahrzehnte war Bottrop die deutsche Großstadt mit dem höchsten Katholikenanteil von teilweise über 70 Prozent. Nach der Statistik des Bistums Essen für 2018 lag der Katholikenanteil in Alt-Bottrop bei 43,2 Prozent. Für die Gesamtstadt lag er laut Zensus 2022 bei 50 Prozent.
Infolge des starken Wachstums der Stadt im 19. Jahrhundert zogen auch Protestanten nach Bottrop. Sie gründeten in der Mitte des Jahrhunderts ihre eigene Kirchengemeinde und erbauten 1884 die erste evangelische Kirche, die Martinskirche. Die Kirchengemeinde Bottrop gehörte zum Kirchenkreis Recklinghausen. Bis 1960 gab es in Bottrop nur eine evangelische Kirchengemeinde, aber mehrere Gemeindebezirke. Dann wurde die Kirchengemeinde in fünf selbstständige Gemeinden (Altstadt, Boy-Welheim, Batenbrock, Eigen, Fuhlenbrock) geteilt, die den Verband Evangelischer Kirchengemeinden Bottrop bilden. Diesem Verband trat 1979 auch die Kirchengemeinde Kirchhellen als sechste Gemeinde bei. Heute gehören alle Kirchengemeinden der Stadt zum Kirchenkreis Gladbeck-Bottrop-Dorsten innerhalb der Evangelischen Kirche von Westfalen.
Im Jahr 2008 haben sich im Rahmen struktureller Veränderungen die ehemaligen sechs Kirchengemeinden zu einer Gesamt-Kirchengemeinde als Evangelische Kirchengemeinde Bottrop zusammengeschlossen. Die Evangelische Kirchengemeinde Bottrop ist Rechtsnachfolgerin der Kirchengemeinden und des Verbandes Evangelischer Kirchengemeinden in Bottrop.
Neben der evangelischen Kirchengemeinde Bottrop und katholischen Gemeinden gibt es auch noch verschiedene Freikirchen, darunter die Apostolische Gemeinschaft, eine Evangelisch-Freikirchliche Gemeinde (Baptisten) und eine Freie evangelische Gemeinde (FeG). Auch die Altkatholische Kirche, welche die Kapelle des alten Krankenhauses am Kreuzkamp nutzt, die Neuapostolische Kirche und die Zeugen Jehovas sind in Bottrop vertreten.
In Bottrop befindet sich die Deutschland-Zentrale der Missionsärztlichen Schwestern (engl.: Medical Mission Sisters (MMS)).

### Konfessionsstatistik
2010 war noch eine absolute Mehrheit der Bevölkerung (50,3 %) katholisch, 21,9 % evangelisch und 27,8 % waren konfessionslos oder Angehörige sonstiger Glaubensgemeinschaften. Gemäß dem Zensus 2022 waren (2022) 41,3 % der Einwohner katholisch, 18,7 % evangelisch und 40,0 % waren konfessionslos, gehörten einer anderen Glaubensgemeinschaft an oder machten keine Angabe.
Am Stichtag 31. Dezember 2024 waren nach Recherchen der Forschungsgruppe Weltanschauungen in Deutschland 37,4 % der Einwohner römisch-katholisch, 17,0 % evangelisch und 45,5 % waren konfessionsfrei oder gehörten einer sonstigen Glaubensgemeinschaft an. Setzt man für eine Prognose die Veränderungsdifferenz bei den Kirchenmitgliedern von 2022 auf 2023 an, so wird Bottrop im Jahr 2027 die Kirchenmehrheit verlieren.
Laut kirchlicher Statistik des Bistums Essen waren Ende 2024 35,1 % der Einwohner in Alt-Bottrop katholisch.

## Politik
Mit dem Stadtrecht 1919 wurde in Bottrop die Bürgermeistereiverfassung mit einem Bürgermeister an der Spitze eingeführt. Seit der Kreisfreiheit 1921 trägt dieser den Titel „Oberbürgermeister“. Während der Zeit der Nationalsozialisten wurde der Oberbürgermeister von der NSDAP bestimmt. Nach dem Zweiten Weltkrieg setzte die Militärregierung der Britischen Besatzungszone einen neuen Oberbürgermeister ein. Des Weiteren wurde 1946 eine Kommunalverfassung nach britischem Vorbild installiert. Danach gab es einen gewählten „Rat der Stadt“, dessen Mitglieder man als „Stadtverordnete“ bezeichnet. Der Rat wählte anfangs aus seiner Mitte den Oberbürgermeister als Vorsitzenden und Repräsentanten der Stadt, welcher ehrenamtlich tätig war. Des Weiteren wählte der Rat ab 1946 ebenfalls einen hauptamtlichen Oberstadtdirektor als Leiter der Stadtverwaltung. 1995 wurde die Doppelspitze in der Stadtverwaltung abgeschafft. Seither gibt es nur noch den hauptamtlichen Oberbürgermeister. Dieser ist zugleich Vorsitzender des Rates und Leiter der Stadtverwaltung. 1999 wurde erstmals die Direktwahl eines Oberbürgermeisters durchgeführt. Seit 2009 ist Bernd Tischler in diesem Amt. Die Stadt hatte am 31. Dezember 2002 138 Mio. € Schulden.

### Ergebnisse der Kommunalwahlen 2020 in Bottrop
Die Sitze im Stadtrat und in den Bezirksvertretungen verteilen sich nach dem Ergebnis der Kommunalwahl 2020 folgendermaßen auf die einzelnen Parteien:
| Partei | Stimmen | % (2020) | % (2014) | +/-    | Sitze (2020) | Sitze (2014) | +/- |
| --- | ------- | -------- | -------- | ------ | ------------ | ------------ | --- |
| SPD | 17.668  | 40,2 %   | 47,7 %   | −7,5 % | 24           | 26           | −2  |
| CDU | 10.513  | 23,9 %   | 27,2 %   | −3,3 % | 14           | 15           | −1  |
| Bündnis 90/Die Grünen | 5.639   | 12,8 %   | 5,5 %    | +7,3 % | 8            | 3            | +5  |
| AfD | 3.076   | 7,0 %    | 1,8 %    | +5,2 % | 4            | 1            | +3  |
| ÖDP | 1.856   | 4,2 %    | 4,6 %    | −0,4 % | 2            | 3            | −1  |
| DKP | 1.832   | 4,2 %    | 4,0 %    | +0,2 % | 2            | 2            | ±0  |
| FDP | 1.821   | 4,2 %    | 2,7 %    | +1,5 % | 2            | 1            | +1  |
| Die LINKE | 1.507   | 3,4 %    | 4,1 %    | −0,7 % | 2            | 2            | ±0  |
| Gültige Stimmen | 43.912  |          |          |        |              |              |     |
| Ungültige Stimmen | 672     |          |          |        |              |              |     |
| Stimmen Insgesamt | 44.584  |          |          |        | 58           | 54           | + 4 |
| Wahlberechtigte Insgesamt | 92.241  | 48,3 %   | 48,5 %   | −0,2 % |              |              |     |
| Ratswahl 13.09.2020 BottropWahlbeteiligung von 48,3 % 50403020100 40,2 %23,9 %12,8 %7,0 %4,2 %4,2 %4,2 %3,4 % SPDCDUGrüneAfDÖDPDKPFDPLinkeGewinne und Verlusteim Vergleich zu 2014 %p 8 6 4 2 0 −2 −4 −6 −8−7,5 %p−3,3 %p+7,3 %p+5,2 %p−0,4 %p+0,2 %p+1,5 %p−0,7 %pSPDCDUGrüneAfDÖDPDKPFDPLinke |         |          |          |        |              |              |     |
| Sitzverteilung Ratswahl 13.09.2020 BottropInsgesamt 58 Sitze - DKP: 2 - Linke: 2 - SPD: 24 - Grüne: 8 - CDU: 14 - ÖDP: 2 - FDP: 2 - AfD: 4 |         |          |          |        |              |              |     |

| Partei | Stimmen | % (2020) | % (2014) | +/-    | Sitze (2020) | Sitze (2014) | +/- |
| --- | ------- | -------- | -------- | ------ | ------------ | ------------ | --- |
| SPD | 8.543   | 43,1 %   | 49,0 %   | −5,9 % | 6            | 7            | −1  |
| CDU | 3.969   | 20,0 %   | 24,0 %   | −4,0 % | 3            | 3            | ±0  |
| Bündnis 90/Die Grünen | 2.892   | 14,6 %   | 6,4 %    | +8,2 % | 2            | 1            | +1  |
| AfD | 1.373   | 6,9 %    | 3,7 %    | +3,2 % | 1            | 1            | ±0  |
| DKP | 852     | 4,3 %    | 4,6 %    | −0,3 % | 1            | 1            | ±0  |
| ÖDP | 782     | 4,0 %    | 4,6 %    | −0,6 % | 1            | 1            | ±0  |
| FDP | 748     | 3,8 %    | 2,1 %    | +1,7 % | 1            | 0            | +1  |
| Die LINKE | 651     | 3,3 %    | 4,0 %    | −0,7 % | 0            | 1            | −1  |
| Gültige Stimmen | 19.810  |          |          |        |              |              |     |
| Ungültige Stimmen | 298     |          |          |        |              |              |     |
| Stimmen Insgesamt | 20.108  |          |          |        | 15           | 15           | ±0  |
| Wahlberechtigte Insgesamt | 40.418  | 49,8 %   | 49,8 %   | ±0,0 % |              |              |     |
| Bezirksvertretungswahl 13.09.2020 Bottrop-MitteWahlbeteiligung von 49,8 % 50403020100 43,1 %20,0 %14,6 %6,9 %4,3 %4,0 %3,8 %3,3 % SPDCDUGrüneAfDDKPÖDPFDPLinkeGewinne und Verlusteim Vergleich zu 2014 %p 10 8 6 4 2 0 −2 −4 −6−5,9 %p−4,0 %p+8,2 %p+3,2 %p−0,3 %p−0,6 %p+1,7 %p−0,7 %pSPDCDUGrüneAfDDKPÖDPFDPLinke |         |          |          |        |              |              |     |
| Sitzverteilung Bezirksvertretungswahl 13.09.2020 Bottrop-MitteInsgesamt 15 Sitze - DKP: 1 - SPD: 6 - Grüne: 2 - CDU: 3 - ÖDP: 1 - FDP: 1 - AfD: 1 |         |          |          |        |              |              |     |

| Partei | Stimmen | % (2020) | % (2014) | +/-     | Sitze (2020) | Sitze (2014) | +/- |
| --- | ------- | -------- | -------- | ------- | ------------ | ------------ | --- |
| SPD | 6.456   | 47,3 %   | 57,0 %   | −9,7 %  | 7            | 9            | −2  |
| CDU | 1.908   | 14,0 %   | 18,9 %   | −4,9 %  | 2            | 3            | −1  |
| Bündnis 90/Die Grünen | 1.589   | 11,6 %   | 4,7 %    | +6,9 %  | 2            | 1            | +1  |
| AfD | 1.453   | 10,6 %   | 0,0 %    | +10,6 % | 2            | 0            | +2  |
| DKP | 872     | 6,4 %    | 5,8 %    | +0,6 %  | 1            | 1            | ±0  |
| Die LINKE | 549     | 4,0 %    | 5,6 %    | −1,6 %  | 1            | 1            | ±0  |
| ÖDP | 466     | 3,4 %    | 3,3 %    | +0,1 %  | 0            | 0            | ±0  |
| FDP | 363     | 2,7 %    | 1,6 %    | +1,1 %  | 0            | 0            | ±0  |
| Gültige Stimmen | 13.656  |          |          |         |              |              |     |
| Ungültige Stimmen | 275     |          |          |         |              |              |     |
| Stimmen Insgesamt | 13.931  |          |          |         | 15           | 15           | ±0  |
| Wahlberechtigte Insgesamt | 33.945  | 41,0 %   | 42,5 %   | −1,5 %  |              |              |     |
| Bezirksvertretungswahl 13.09.2020 Bottrop-SüdWahlbeteiligung von 41,0 % 6050403020100 47,3 %14,0 %11,6 %10,6 %6,4 %4,0 %3,4 %2,7 % SPDCDUGrüneAfDDKPLinkeÖDPFDPGewinne und Verlusteim Vergleich zu 2014 %p 12 10 8 6 4 2 0 −2 −4 −6 −8−10−9,7 %p−4,9 %p+6,9 %p+10,6 %p+0,6 %p−1,6 %p+0,1 %p+1,1 %pSPDCDUGrüneAfDDKPLinkeÖDPFDP |         |          |          |         |              |              |     |
| Sitzverteilung Bezirksvertretungswahl 13.09.2020 Bottrop-SüdInsgesamt 15 Sitze - DKP: 1 - Linke: 1 - SPD: 7 - Grüne: 2 - CDU: 2 - AfD: 2 |         |          |          |         |              |              |     |

| Partei | Stimmen | % (2020) | % (2014) | +/-    | Sitze (2020) | Sitze (2014) | +/- |
| --- | ------- | -------- | -------- | ------ | ------------ | ------------ | --- |
| CDU | 5.043   | 48,3 %   | 49,9 %   | −1,6 % | 7            | 8            | −1  |
| SPD | 2.290   | 21,9 %   | 29,3 %   | −7,4 % | 3            | 4            | −1  |
| Bündnis 90/Die Grünen | 1.357   | 13,0 %   | 5,4 %    | +7,6 % | 2            | 1            | +1  |
| FDP | 556     | 5,3 %    | 5,2 %    | +0,1 % | 1            | 1            | ±0  |
| AfD | 517     | 5,0 %    | 0,0 %    | +5,0 % | 1            | 0            | +1  |
| ÖDP | 384     | 3,7 %    | 4,5 %    | −0,8 % | 1            | 1            | ±0  |
| Die LINKE | 223     | 2,1 %    | 3,1 %    | −1,0 % | 0            | 0            | ±0  |
| DKP | 81      | 0,8 %    | 0,7 %    | +0,1 % | 0            | 0            | ±0  |
| Gültige Stimmen | 10.451  |          |          |        |              |              |     |
| Ungültige Stimmen | 116     |          |          |        |              |              |     |
| Stimmen Insgesamt | 10.567  |          |          |        | 15           | 15           | ±0  |
| Wahlberechtigte Insgesamt | 17.878  | 59,1 %   | 56,9 %   | +2,2 % |              |              |     |
| Bezirksvertretungswahl 13.09.2020 Bottrop-KirchhellenWahlbeteiligung von 59,1 % 50403020100 48,3 %21,9 %13,0 %5,3 %5,0 %3,7 %2,1 %0,8 % CDUSPDGrüneFDPAfDÖDPLinkeDKPGewinne und Verlusteim Vergleich zu 2014 %p 8 6 4 2 0 −2 −4 −6 −8−1,6 %p−7,4 %p+7,6 %p+0,1 %p+5,0 %p−0,8 %p−1,0 %p+0,1 %pCDUSPDGrüneFDPAfDÖDPLinkeDKP |         |          |          |        |              |              |     |
| Sitzverteilung Bezirksvertretungswahl 13.09.2020 Bottrop-KirchhellenInsgesamt 15 Sitze - SPD: 3 - Grüne: 2 - CDU: 7 - ÖDP: 1 - FDP: 1 - AfD: 1 |         |          |          |        |              |              |     |

| Partei | Kandidat*                 | Stimmen | % (2020) |
| --- | ------------------------- | ------- | -------- |
| SPD | Tischler, Bernd           | 31.795  | 73,1 %   |
| Bündnis 90/Die Grünen | Swoboda, Andrea           | 4.117   | 9,5 %    |
| FDP | Bucksteeg, Andreas        | 3.023   | 7,0 %    |
| DKP | Gerber, Michael           | 2.071   | 4,8 %    |
| ÖDP | Dominas, Marianne         | 1.334   | 3,1 %    |
| Die LINKE | Blocks, Günter            | 1.153   | 2,7 %    |
| Gültige Stimmen | Gültige Stimmen           | 43.493  |          |
| Ungültige Stimmen | Ungültige Stimmen         | 1.114   |          |
| Stimmen Insgesamt | Stimmen Insgesamt         | 44.607  |          |
| Wahlberechtigte Insgesamt | Wahlberechtigte Insgesamt | 92.241  | 48,4 %   |
| Oberbürgermeisterwahl* 13.09.2020 BottropWahlbeteiligung von 48,4 % 80706050403020100 73,1 %9,5 %7,0 %4,8 %3,1 %2,7 % SPDaGrünebFDPcDKPdÖDPeLinkefAnmerkungen:a Tischler, Berndb Swoboda, Andreac Bucksteeg, Andreasd Gerber, Michaele Dominas, Mariannef Blocks, Günter |                           |         |          |

| Rat der Stadt Bottrop: Wähleranteil und Sitze seit 1994 | Rat der Stadt Bottrop: Wähleranteil und Sitze seit 1994 | Rat der Stadt Bottrop: Wähleranteil und Sitze seit 1994 | Rat der Stadt Bottrop: Wähleranteil und Sitze seit 1994 | Rat der Stadt Bottrop: Wähleranteil und Sitze seit 1994 | Rat der Stadt Bottrop: Wähleranteil und Sitze seit 1994 | Rat der Stadt Bottrop: Wähleranteil und Sitze seit 1994 | Rat der Stadt Bottrop: Wähleranteil und Sitze seit 1994 | Rat der Stadt Bottrop: Wähleranteil und Sitze seit 1994 | Rat der Stadt Bottrop: Wähleranteil und Sitze seit 1994 | Rat der Stadt Bottrop: Wähleranteil und Sitze seit 1994 | Rat der Stadt Bottrop: Wähleranteil und Sitze seit 1994 | Rat der Stadt Bottrop: Wähleranteil und Sitze seit 1994 | Rat der Stadt Bottrop: Wähleranteil und Sitze seit 1994 | Rat der Stadt Bottrop: Wähleranteil und Sitze seit 1994 | Rat der Stadt Bottrop: Wähleranteil und Sitze seit 1994 | Rat der Stadt Bottrop: Wähleranteil und Sitze seit 1994 | Rat der Stadt Bottrop: Wähleranteil und Sitze seit 1994 | Rat der Stadt Bottrop: Wähleranteil und Sitze seit 1994 | Rat der Stadt Bottrop: Wähleranteil und Sitze seit 1994 | Rat der Stadt Bottrop: Wähleranteil und Sitze seit 1994 | Rat der Stadt Bottrop: Wähleranteil und Sitze seit 1994 | Rat der Stadt Bottrop: Wähleranteil und Sitze seit 1994 | Rat der Stadt Bottrop: Wähleranteil und Sitze seit 1994 | Rat der Stadt Bottrop: Wähleranteil und Sitze seit 1994 | Rat der Stadt Bottrop: Wähleranteil und Sitze seit 1994 | Rat der Stadt Bottrop: Wähleranteil und Sitze seit 1994 | Rat der Stadt Bottrop: Wähleranteil und Sitze seit 1994 | Rat der Stadt Bottrop: Wähleranteil und Sitze seit 1994 | Rat der Stadt Bottrop: Wähleranteil und Sitze seit 1994 | Rat der Stadt Bottrop: Wähleranteil und Sitze seit 1994 | Rat der Stadt Bottrop: Wähleranteil und Sitze seit 1994 |
| ------------------------------------------------------- | ------------------------------------------------------- | ------------------------------------------------------- | ------------------------------------------------------- | ------------------------------------------------------- | ------------------------------------------------------- | ------------------------------------------------------- | ------------------------------------------------------- | ------------------------------------------------------- | ------------------------------------------------------- | ------------------------------------------------------- | ------------------------------------------------------- | ------------------------------------------------------- | ------------------------------------------------------- | ------------------------------------------------------- | ------------------------------------------------------- | ------------------------------------------------------- | ------------------------------------------------------- | ------------------------------------------------------- | ------------------------------------------------------- | ------------------------------------------------------- | ------------------------------------------------------- | ------------------------------------------------------- | ------------------------------------------------------- | ------------------------------------------------------- | ------------------------------------------------------- | ------------------------------------------------------- | ------------------------------------------------------- | ------------------------------------------------------- | ------------------------------------------------------- | ------------------------------------------------------- | ------------------------------------------------------- |
| Wahlperiode                                             | SPD                                                     | SPD                                                     | SPD                                                     | CDU                                                     | CDU                                                     | CDU                                                     | Ökologisch-Demokratische Partei                         | Ökologisch-Demokratische Partei                         | Ökologisch-Demokratische Partei                         | Bündnis 90/Die Grünen                                   | Bündnis 90/Die Grünen                                   | Bündnis 90/Die Grünen                                   | Deutsche Kommunistische Partei                          | Deutsche Kommunistische Partei                          | Deutsche Kommunistische Partei                          | FDP Nordrhein-Westfalen                                 | FDP Nordrhein-Westfalen                                 | FDP Nordrhein-Westfalen                                 | die Partei „Die Linke“                                  | die Partei „Die Linke“                                  | die Partei „Die Linke“                                  | Freie Wähler                                            | Freie Wähler                                            | Freie Wähler                                            | PIRATEN                                                 | PIRATEN                                                 | PIRATEN                                                 | AfD                                                     | AfD                                                     | AfD                                                     | Sitze                                                   |
| Wahlperiode                                             |                                                         | %                                                       | Mandate                                                 |                                                         | %                                                       | Mandate                                                 |                                                         | %                                                       | Mandate                                                 |                                                         | %                                                       | Mandate                                                 |                                                         | %                                                       | Mandate                                                 |                                                         | %                                                       | Mandate                                                 |                                                         | %                                                       | Mandate                                                 |                                                         | %                                                       | Mandate                                                 |                                                         | %                                                       | Mandate                                                 |                                                         | %                                                       | Mandate                                                 | Sitze                                                   |
| XII: 1994–1999                                          |                                                         | 52,5                                                    | 34                                                      |                                                         | 31,8                                                    | 21                                                      |                                                         | 2,0                                                     | —                                                       |                                                         | 6,8                                                     | 4                                                       |                                                         | 3,8                                                     | —                                                       |                                                         | 1,9                                                     | —                                                       |                                                         |                                                         |                                                         |                                                         |                                                         |                                                         |                                                         |                                                         |                                                         |                                                         |                                                         |                                                         | 59                                                      |
| XIII: 1999–2004                                         | Verluste                                                | 40,2                                                    | 23                                                      | Gewinn                                                  | 42,0                                                    | 24                                                      | Gewinn                                                  | 6,4                                                     | 4                                                       | Verluste                                                | 4,5                                                     | 3                                                       | Gewinn                                                  | 4,4                                                     | 3                                                       | Gewinn                                                  | 2,5                                                     | 1                                                       | 58                                                      |                                                         |                                                         |                                                         |                                                         |                                                         |                                                         |                                                         |                                                         |                                                         |                                                         |                                                         |                                                         |
| XIV: 2004–2009                                          | Verluste                                                | 41,2                                                    | 24                                                      | Verluste                                                | 37,1                                                    | 21                                                      | Gewinn                                                  | 6,6                                                     | 4                                                       | Gewinn                                                  | 5,0                                                     | 3                                                       | Gewinn                                                  | 6,5                                                     | 4                                                       | Gewinn                                                  | 3,3                                                     | 2                                                       | 58                                                      |                                                         |                                                         |                                                         |                                                         |                                                         |                                                         |                                                         |                                                         |                                                         |                                                         |                                                         |                                                         |
| XV: 2009–2014                                           | Gewinn                                                  | 42,2                                                    | 23                                                      | Verluste                                                | 28,5                                                    | 16                                                      | Verluste                                                | 6,4                                                     | 3                                                       | Gewinn                                                  | 6,2                                                     | 3                                                       | Verluste                                                | 5,6                                                     | 3                                                       | Gewinn                                                  | 5,4                                                     | 3                                                       | neu                                                     | 4,6                                                     | 2                                                       | neu                                                     | 1,1                                                     | 1                                                       | 54                                                      |                                                         |                                                         |                                                         |                                                         |                                                         |                                                         |
| XVI: 2014–2020                                          | Gewinn                                                  | 47,7                                                    | 26                                                      | Verluste                                                | 27,2                                                    | 15                                                      | Verluste                                                | 4,6                                                     | 3                                                       | Verluste                                                | 5,5                                                     | 3                                                       | Verluste                                                | 4,0                                                     | 2                                                       | Verluste                                                | 2,7                                                     | 1                                                       | Verluste                                                | 4,1                                                     | 2                                                       | Verluste                                                | 0,4                                                     | —                                                       | neu                                                     | 2,0                                                     | 1                                                       | neu                                                     | 1,8                                                     | 1                                                       | 54                                                      |
| XVII: 2020–2025                                         | Verluste                                                | 40,2                                                    | 24                                                      | Verluste                                                | 23,9                                                    | 14                                                      | Verluste                                                | 4,2                                                     | 2                                                       | Gewinn                                                  | 12,8                                                    | 8                                                       | Gewinn                                                  | 4,2                                                     | 2                                                       | Gewinn                                                  | 4,1                                                     | 2                                                       | Verluste                                                | 3,4                                                     | 2                                                       |                                                         |                                                         |                                                         |                                                         |                                                         |                                                         | Gewinn                                                  | 7,0                                                     | 4                                                       | 58                                                      |
| Quellen:; : Verluste, : Gewinne, : neu                  |                                                         |                                                         |                                                         |                                                         |                                                         |                                                         |                                                         |                                                         |                                                         |                                                         |                                                         |                                                         |                                                         |                                                         |                                                         |                                                         |                                                         |                                                         |                                                         |                                                         |                                                         |                                                         |                                                         |                                                         |                                                         |                                                         |                                                         |                                                         |                                                         |                                                         |                                                         |

### Stadtoberhäupter
- 1811–1821: Josef Ernst, Maire beziehungsweise Bürgermeister von Bottrop/Osterfeld
- 1821–1851: Wilhelm Tourneau, Bürgermeister von Bottrop/Osterfeld beziehungsweise ab 1843 Amtmann des Amtes Bottrop/Osterfeld
- 1851–1873: Theodor Morgenstern, Amtmann
- 1873: Hofmeister, Amtsverwalter
- 1873–1900: Gustav Ohm, Amtmann
- 1900–1918: Hermann Böckenhoff, Amtmann
- 1918–1920: Brinkmann und Emil Schmitz, kommissarische Bürgermeister
- 1920–1933: Erich Baur Zentrum, Oberbürgermeister
- 1933–1934: Fritz Emil Irrgang NSDAP, Oberbürgermeister
- 1934–1935: Otto Oberdrevermann NSDAP, Oberbürgermeister
- 1935–1941: Günther von Stosch NSDAP, Oberbürgermeister
- 1941–1942: Otto Oberdrevermann NSDAP, Bürgermeister und Leitender Beamter
- 1942–1943: Fritz Emil Irrgang NSDAP, als Oberbürgermeister von Recklinghausen mit den Amtsgeschäften in Bottrop beauftragt
- 1943–1945: Robert Hofmann NSDAP, Oberbürgermeister

### Oberbürgermeister (seit 1945)
- 1945–1946: Franz Reckmann, Oberbürgermeister
- 1946 (Juli–Oktober): Ernst Ender SPD, Oberbürgermeister[44]
- 1946–1949: Wilhelm Tenhagen SPD, Oberbürgermeister
- 1949–1961: Ernst Wilczok SPD, Oberbürgermeister
- 1961–1963: Bernhard Roghmann CDU, Oberbürgermeister
- 1963–1974: Ernst Wilczok SPD, Oberbürgermeister
- 1975–1976: Theo Knorr SPD, Oberbürgermeister der um Gladbeck und Kirchhellen vergrößerten Stadt
- 1976–1988: Ernst Wilczok SPD, Oberbürgermeister
- 1988–1994: Kurt Schmitz SPD, Oberbürgermeister
- 1994–1995: Diethard Kreul SPD, Oberbürgermeister
- 1995–2004: Ernst Löchelt SPD, Oberbürgermeister
- 2004–2009: Peter Noetzel SPD, Oberbürgermeister
- 2009–Heute: Bernd Tischler SPD, Oberbürgermeister

Bei der Wahl des Oberbürgermeisters am 13. September 2020 gewann der Amtsinhaber Tischler (SPD) mit 73,10 % bei einer Wahlbeteiligung von 48,36 %.

### Oberstadtdirektoren
- 1946–1951: Franz Reckmann
- 1951–1963: Fritz Kleffner
- 1964–1967: Rudolf Gotthardt
- 1968–1976: Werner Gareiß
- 1976–1987: Bernd Schürmann
- 1987–1995: Ernst Löchelt

### Stadtwappen
Das Wappen der Stadt Bottrop zeigt in Weiß ein schwarzes Krückenkreuz belegt mit einem blauen Schild, darin drei weiße Wolfsangeln, die sich auch bei der Adelsfamilie Brabeck wiederfinden. Es ist 1978 entstanden, nachdem die Stadt Bottrop 1975 mit der Dorfgemeinde Kirchhellen (Kreis Recklinghausen) vereinigt worden war. Dabei sind Elemente des Kirchhellener und des Bottroper Wappens zum neuen Wappen vereint worden. Von 1926 bis 1975 führte die Stadt Bottrop das erste der rechts abgebildeten Wappen. Es zeigt ebenfalls das Kreuz des Deutschen Ritterordens, wahrscheinlich in Anlehnung an die Kommende Welheim. Darüber befindet sich auf einem roten Schild eine Hand, die einen Schlägel hält, wie er früher im Bergbau verwendet wurde. Dieses Wappen wird in Bottrop immer noch von der DKP auf T-Shirts gedruckt und als Aufkleber verkauft. Das mittlere der abgebildeten Wappen ist das Kirchhellener Wappen, aus dem die Wolfsangeln und die blaue Farbe im heutigen Wappen stammen.

### Städtepartnerschaften
Bottrop unterhält mit folgenden Städten eine Städtepartnerschaft:
- Tourcoing, Frankreich, seit 1967
- Blackpool, Vereinigtes Königreich, seit 1980
- Berliner Bezirk Mitte, Deutschland, seit 1983. Anfangs bestand die Partnerschaft mit dem West-Berliner Bezirk Wedding, der 2001 mit den Bezirken Tiergarten und Mitte vereinigt wurde.
- Veszprém, Ungarn, seit 1988
- Merseburg, Deutschland, seit 1989
- Gliwice, Polen, seit 2007

## Kultur und Sehenswürdigkeiten

### Theater, Museen und Bauwerke

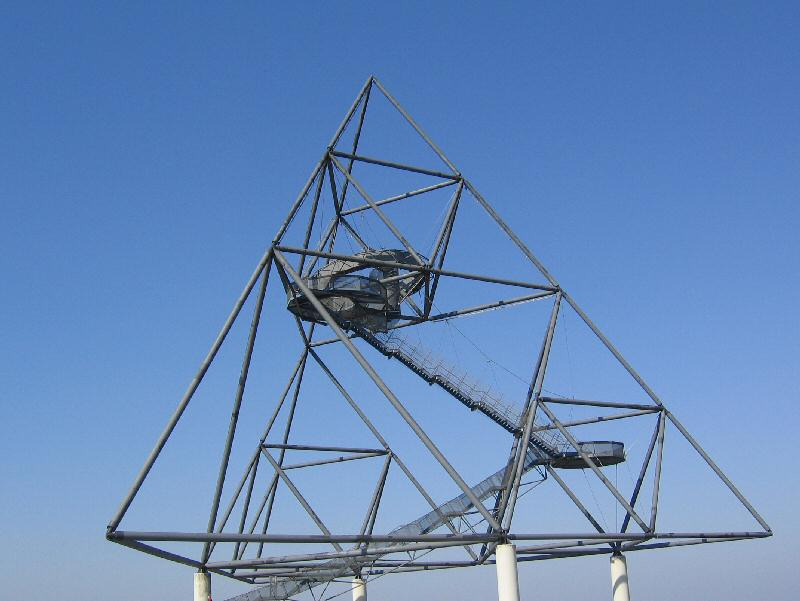
Tetraeder Bottrop

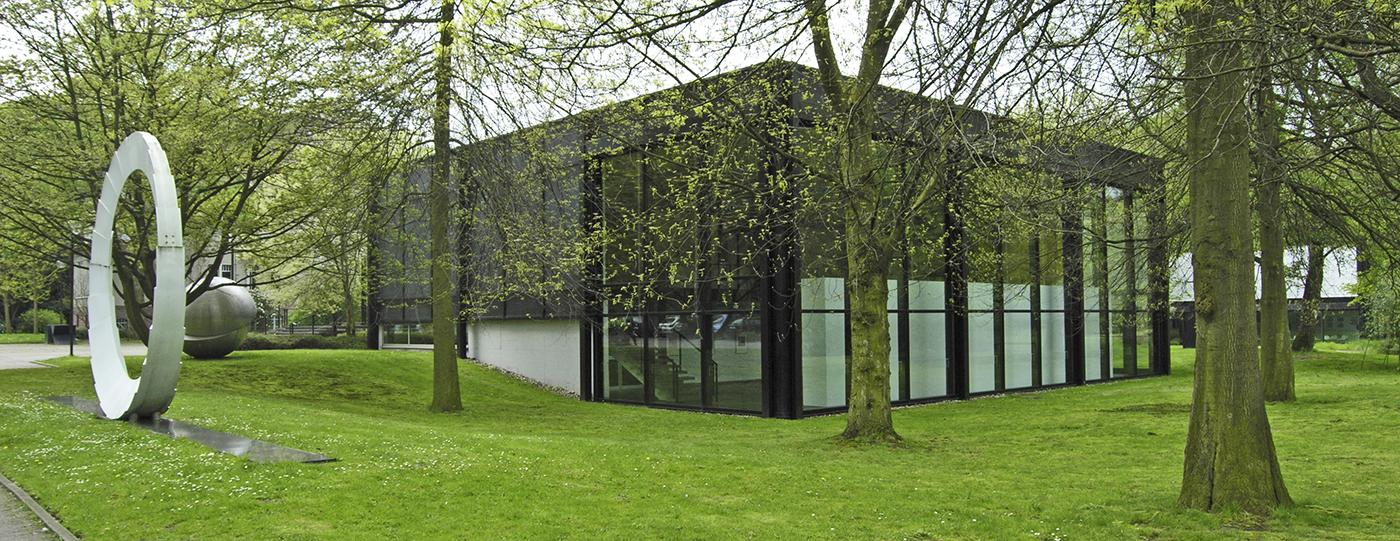
Museum Quadrat, seitlich

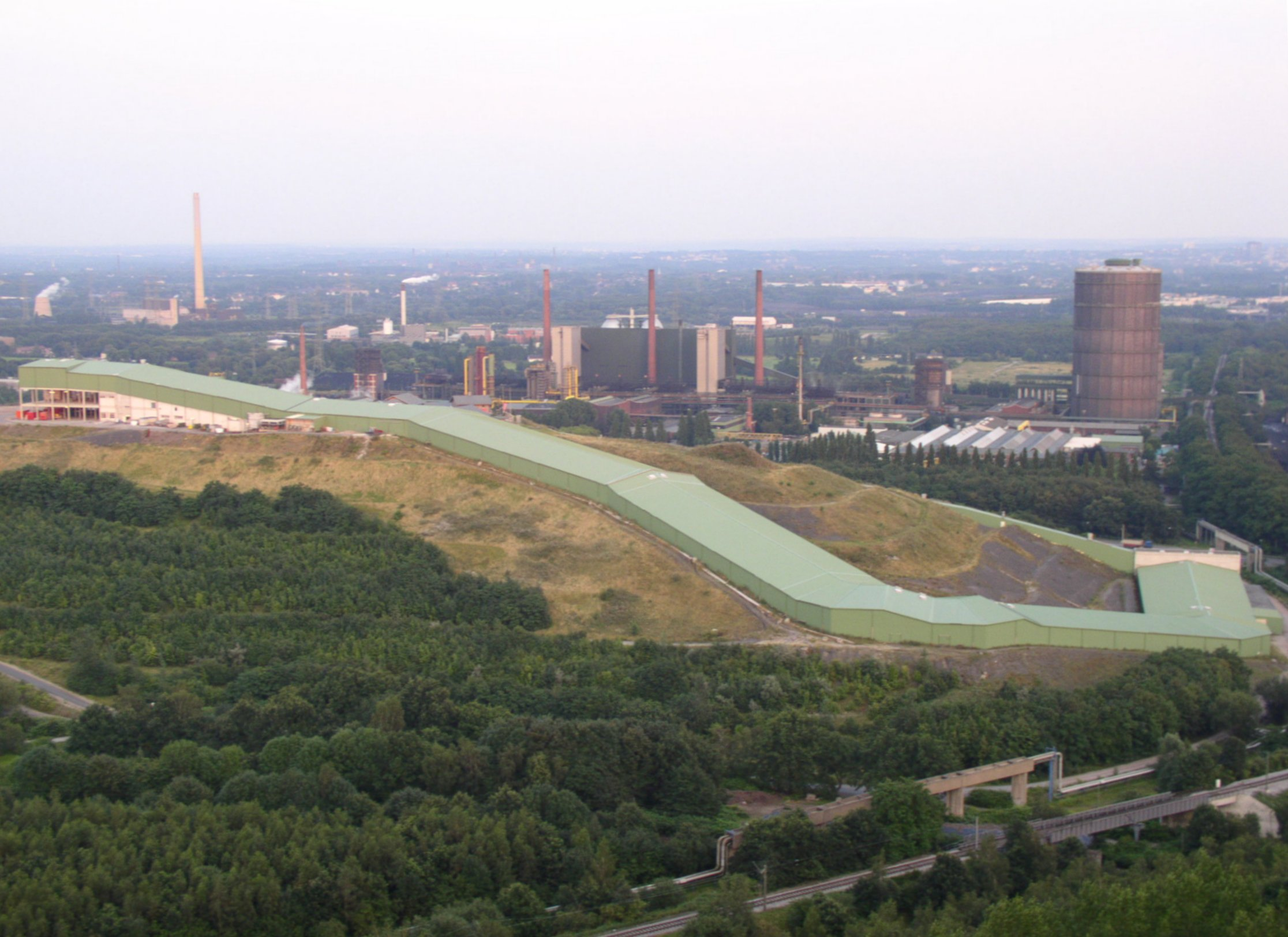
Alpincenter Bottrop

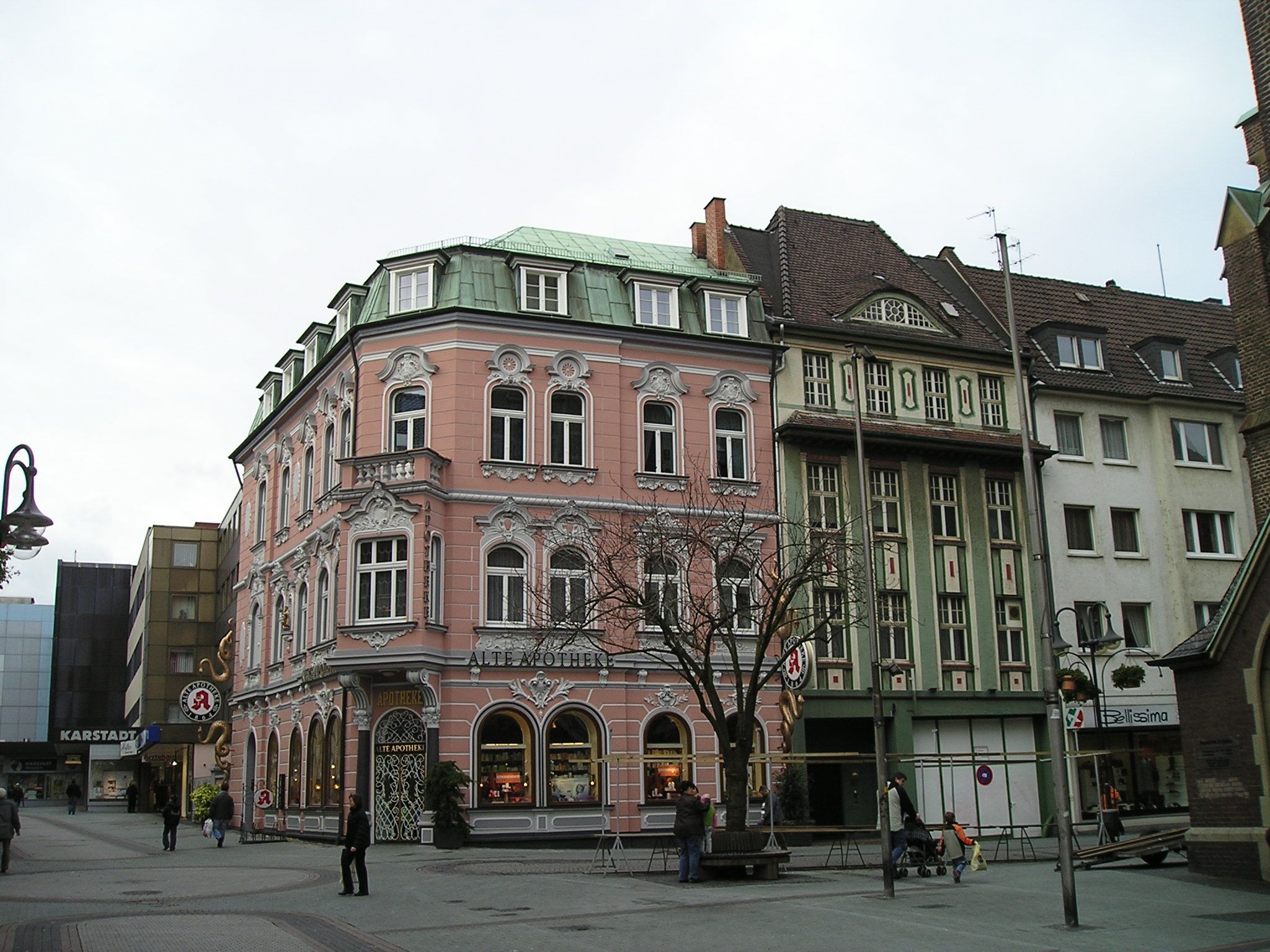
City Apotheke (früher Alte Apotheke)

- Tetraeder, eine weithin sichtbare Landmarke und Aussichtsplattform auf einer Halde ist das Wahrzeichen der Stadt seit 1995
- Feuerwachturm, Aussichtsturm in Grafenwald (wurde wegen Baufälligkeit im Jahr 2008 abgerissen)
- Postgebäude, erbaut 1921–1923
- Quadrat, das städtische Museum mit dem Josef Albers Museum, der Modernen Galerie und dem Museum für Ur- und Ortsgeschichte
- Lokschuppen, Restaurant
- Kulturzentrum August Everding mit Kammerkonzertsaal, Städtischer Galerie und Filmforum
- B12 auf dem Hof des Kulturzentrums August Everding, Ausstellungen und Veranstaltungen der Bildenden Kunst
- Rathaus, erbaut 1910–1916, Neorenaissance, gilt als altes Wahrzeichen der Stadt
- Ehemaliges Straßenbahndepot, erbaut 1908,[47] beherbergt heute unter anderem die Factory Bottrop[48]
- Alpincenter, Skihalle mit der längsten Indoorpiste der Welt
- Bodyflyinghalle
- Vergnügungspark Movie Park Germany in Bottrop-Kirchhellen
- Theatershow Grusellabyrinth NRW, mit den Schwerpunkten Grusel und Fantasy
- Schloss Beck in Bottrop-Kirchhellen, erbaut 1766–1777, Spätbarock, ein Freizeitpark
- Villa Dickmann, erbaut 1901–1903 von der Formsandgrubenbesitzer-Familie gleichen Namens, Neugotik/Jugendstil
- Glockenspiel Bottrop, fertiggestellt 1963
- Alte Apotheke (heute: City Apotheke), erbaut 1895

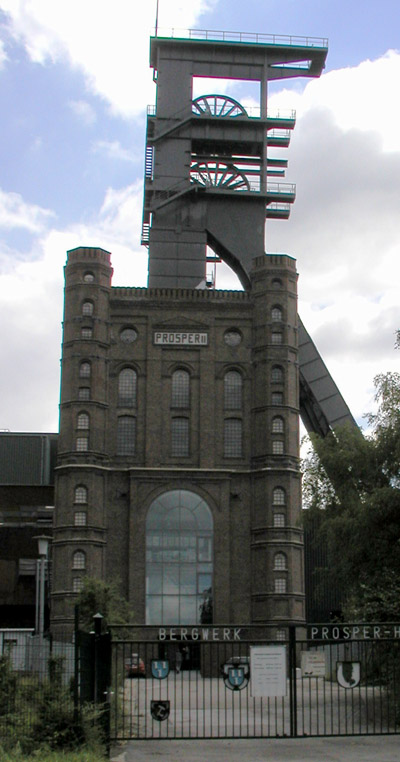
Malakow-Turm der Zeche Prosper II

- Malakow-Turm (1872) der Zeche Prosper II mit eingezogenem Fördergerüst, letztes erhaltene Ensemble dieser Art (siehe Bild). In diesem Gebäude ist die historische Gesellschaft Bottrops untergebracht. Der Turm kann durch Besucher besichtigt werden.
- Halde Haniel mit der Kulturarena (Amphitheater) und einem Kreuzweg. Der von Tisa von der Schulenburg und Adolf Radecki gestaltete Kreuzweg wurde 1995 eingeweiht.
- Vier Faulbehälter des Emscher-Klärwerks, 54 Meter hoch und nachts angestrahlt
- Saalbau, hier fanden regelmäßig Veranstaltungen jeglicher Art statt
- NDB-Funkfeuer: Das auf der Frequenz 406,5 kHz betriebene Funkfeuer verwendet als Sendeantenne eine T-Antenne, die in Gelsenkirchen-Scholven auf dem Dach eines Hochbunkers an der Einmündung der Meinberger Straße in die Bülsestraße angebracht ist.
- Gartenstadt Welheim: Arbeitersiedlung, die zur ehemaligen Zeche Vereinigte Welheim gehörte.
- Bahnhof Nord: ehemalige Haltestelle im Bottroper Stadtteil Eigen. Es steht unter Denkmalschutz und beherbergt ein Restaurant.

Siehe auch: Liste der Baudenkmäler in Bottrop, Liste von Sakralbauten in Bottrop, Liste der Museen in Bottrop, Liste von Kunstwerken im öffentlichen Raum in Bottrop

### Stolpersteine
Seit 12. September 2005 werden auch in Bottrop sogenannte „Stolpersteine“ durch den Künstler Gunter Demnig verlegt. Bei diesen quadratischen Steinen (10 × 10 cm) handelt es sich um kleine Messingplatten im Straßenpflaster, die an die Opfer der Judenvernichtung und der politischen Verfolgung im Nationalsozialismus erinnern.

### Sport

#### Badminton
Der größte Badminton-Verein der Stadt, die Bottroper BG, kann auf eine langjährige Geschichte zurückblicken. Die 1. Mannschaft spielte fünf Jahre in der 1. Bundesliga und war bis zur Saison 2007/08 in der 2. Bundesliga Nord. Aus finanziellen Gründen zog die BBG ihre 1. Mannschaft bis in die Verbandsliga zurück, spielt mittlerweile aber wieder in der Regionalliga West. Neben der 2. Mannschaft, die derzeit in der Verbandsliga spielt, nehmen noch sechs weitere Mannschaften der BBG am Spielbetrieb teil. Trainingsbetrieb und Spielbetrieb findet den der Sporthalle an der Berufsschule statt.
Neben der BBG ist noch der BC 89 Bottrop mit im Spielbetrieb mit neun Mannschaften, zwischen Bezirks- und Kreisliga sowie in Jugendligen aktiv. Der Trainings- und Spielbetrieb findet in der Sporthalle an der August-Everding-Realschule statt.
Der 1. BSC Bottrop als dritter Bottroper Badminton-Verein nimmt derzeit nicht mehr am Spielbetrieb teil.

#### Fußball
Der Bottroper Fußball teilt sich in zwei Kreise. Altbottrop spielt im Kreis 10 Oberhausen/Bottrop des Fußballverbands Niederrhein, der andere Teil, Kirchhellen, spielt in einem Kreis mit Gladbeck und Gelsenkirchen, Kreis 12 des Fußball- und Leichtathletik-Verbands Westfalen.
Einer der erfolgreichsten Sportvereine der Stadt ist der VfB Bottrop. Der Fußballclub spielte lange Zeit zweit- und drittklassig und vor dem Zweiten Weltkrieg sogar erstklassig, ehe er nach der Saison 1981/82 aus der Oberliga Nordrhein, der damals dritthöchsten deutschen Spielklasse, abstieg. Heute spielt der Club in der Landesliga (Niederrhein).
Ein weiterer Fußballverein aus Bottrop, der ebenfalls in der Vergangenheit erfolgreich war, ist der VfB Kirchhellen. Von 1999 bis 2001 spielte der Club in der Oberliga Westfalen, der vierthöchsten deutschen Spielklasse. Momentan spielt der Club in der Bezirksliga (Westfalen).

#### Volleyball
Die 1. Männermannschaft vom Volleyballverein VC Bottrop 90 firmierte aus sponsorentechnischen Gründen unter dem Namen RWE Volleys Bottrop und war bis zur Saison 2013/2014 insgesamt sechs Saisons in der 1. Volleyball-Bundesliga vertreten. Im Dezember 2013 wurde der 1. Männermannschaft, wegen Verstößen gegen die wirtschaftlichen Lizenzierungslauflagen, während der Saison die Bundesligalizenz entzogen. Teammanager ist seit Jahren Wolfgang Donat. Der Verein stellt im Spielbetrieb des Westdeutschen Volleyball Verbandes bis zu 30 Mannschaften.
Neben dem Hallenvolleyball hat sich der VC Bottrop 90 auch dem Beachvolleyball verschrieben. Als Trainingsgelände dient die Volkssportanlage Jacobi. Jährlich werden etliche Meisterschaften auf Landes- und für Jugendliche auch auf Bundesebene durchgeführt. Der VC Bottrop 90 stellt etliche Teilnehmer bei diesen Veranstaltungen.

#### Tennis
In Bottrop gibt es mit dem TC Eigen-Stadtwald, dem TC Blau-Gelb Eigen, dem TC Waldhof, dem TC Waldfriede und der TV Blau-Weiß Bottrop fünf Tennisvereine.

#### Tischtennis
Einer der erfolgreichsten Bottroper Tischtennisvereine war die Tischtennisabteilung des VfB Kirchhellen, dessen 1. Mannschaft in der NRW-Liga spielte. Weitere Mannschaften spielen derzeit in der Kreisliga. Der TSSV Bottrop-Fuhlenbrock als ebenfalls relativ erfolgreicher Klub ist mit 16 Mannschaften zwischen Verbands- und Kreisliga aktiv.
Neben dem VfB aus Kirchhellen und den TSSV nehmen noch die TTG 75 Bottrop mit 10 Mannschaften in Kreis- und Hobbyligen sowie DJK Olympia Bottrop 1950 mit 9 Mannschaften in Verbands-, Bezirks- und Kreisliga am Spielbetrieb teil.

#### Handball
Mit dem SC Bottrop (Regionsoberliga) und der Handballabteilung der TSG Kirchhellen (Verbandsliga) sowie der DJK Adler 07 Bottrop (Regionsoberliga) ist auch Handball in Bottrop beheimatet.

#### Basketball
Am aktiven Spielbetrieb mit der DJK Adler Bottrop teil. Deren 1. Mannschaft spielt im Westdeutschen Basketballverband in der Landesliga.

#### Judo
Der bekannteste und zugleich erfolgreichste Judo-Club in Bottrop ist der JC 66 Bottrop dessen 1. Männer- und 1. Damenmannschaft in der Judo-Bundesliga kämpfen. Die Bundesliga kämpfe werden in der Dieter-Renz-Halle ausgetragen. Neben den Bundesliga Mannschaften kämpfen noch zahlreiche Jugendmannschaften im regulären Wettkampf-Betrieb. Zudem ist in der Bottroper Dieter-Renz-Halle ein Judo-Leistungszentrum untergebracht.
Die Judoabteilung der DJK Adler 07 Bottrop existiert neben dem JC 66 als weiterer Judoverein der Stadt. Anfang 2018 löste sich die Judoabteilung des PSV Bottrop auf.

#### Schwimmen
Zwei Vereine sind im Bereich Schwimmen in Bottrop aktiv.
SVG Bottrop 1924 mit über 1000 Mitgliedern und SV 1911 mit ca. 300 Mitgliedern.
Beide Vereine bieten neben dem Schwimmtraining Kurse zur Fitness, Wassergymnastik auch Wassergewöhnung für Babys an.

#### Unterwasserrugby
Diese Randsportart wird seit Anfang der 1980er Jahre erfolgreich in Bottrop gespielt. In der Mitte der 1990er Jahre verbündeten sich die Mannschaften des DUC Bottrop e. V. und der TSG Kirchhellen zu einer Spielgemeinschaft. Die erste Mannschaft der Spielgemeinschaft wurde 2005 Deutscher Meister im Unterwasserrugby und spielt seit einigen Jahren in der ersten Bundesliga West. Die zweite Mannschaft befindet sich derzeit noch im Aufbau und sucht Nachwuchsspieler.

#### Sonstiges
Die DJK Adler 07 Bottrop bietet viele unterschiedliche Sportarten an, darunter auch Leichtathletik, American Football, Radsport und Langlauf. Die Langlaufabteilung veranstaltet regelmäßig, mehrmals im Jahr, verschiedene Laufevents wie z. B. den Bottroper Herbstwaldlauf und den Tetraeder Treppenlauf. Auch wenn Bottrop noch kein eigenes Tauchgewässer besitzt, gibt es innerhalb der Stadtgrenzen zwei Tauchvereine, den DUC Bottrop e. V. und die TSG Kirchhellen. Zwei Schachvereine prägen das Bild dieses Denksportes in Bottrop: Der Schachverein Bottrop 21, der 2009 den NRW-Meister (Jaroslaw Krassowizkij) stellte, und der SF Kirchhellen 50/72. Die 1. Dreiband-Mannschaft der Bottroper Billard-Akademie spielt seit vielen Jahren in der 1. Bundesliga Dreiband und betreibt ein eigenes Billard-Leistungszentrum In den Weywiesen. Kampfsportarten aller Art werden unter anderem beim PSV Bottrop und SVV Bottrop ausgeübt. Seit 2014 gibt es mit den „Bottrop Blackjacks“ auch eine Baseball- und Softball-Mannschaft in der Stadt. Am Rhein-Herne-Kanal haben die Bottroper Vereine Rudergemeinschaft Bottrop und der Bottroper Kanu Club 1954 ihre Bootshäuser.
Zudem gibt es in Bottrop noch zahlreiche weitere Sportvereine und ein reiches Angebot an Breitensport. Bottrop verpasste den Sieg beim großen „NRW-Gemeinde-Pokal“ 2015 nur knapp. Man unterlag im Finale den Gegnern aus Metelen mit 2:1. Zuvor konnte man sich im Turnierverlauf u. a. gegen Südlohn und Uedem durchsetzen.

### Regelmäßige Veranstaltungen
- Januar: Festival Orgel PLUS (Musikfestival, gegründet 1989, findet jährlich in der ersten Januarhälfte statt)
- Februar oder März: Rosenmontagsumzug mit der dazu parallel stattfindenden Karnevalskirmes, die zumeist bereits am Donnerstag (Weiberfastnacht) zuvor beginnt[51]
- April bis September: Alle 2 Wochen Feierabendmarkt auf dem Ernst-Wilczok-Platz[52]
- Mai: Bottroper Pferdemarkt
- Mai: Spargelbauernmarkt in Kirchhellen
- Juni: Bis 2012 fand auf dem Flugplatz Schwarze Heide in Bottrop-Kirchhellen jährlich eine der größten „Kustom Kulture-Shows“ Europas statt.[53]
- Juli: Internationale Leichtathletik Gala im Jahnstadion
- August: Sommer Beach Party
- Brezelfest Kirchhellen (entstanden aus einem „Stutenfest“, bis 1957 noch „Bretzelfest“ geschrieben)
- Mai/Juni/Juli: Schützenfeste der Bottroper Schützenvereine (BSV Bottrop-Boy, BSV Bottrop-Batenbrock, BSV Bottrop-Eigen, BSV Bottrop-Fuhlenbrock, BSV Bottrop-Vonderort, BSV Andreas Hofer, Alte Allgemeine Bürgerschützengesellschaft)[54][55]
- September: Michaelismarkt[51]

### Kulturpreis
- Der Kulturpreis der Stadt Bottrop wird alle zwei Jahre an einen in Bottrop lebenden oder geborenen Künstler vergeben.

### Ruhr.2010
Im Rahmen der RUHR.2010 – Kulturhauptstadt Europas wartete Bottrop während seiner „Local-Heroes“-Woche mit der Neuinszenierung der Oper Aida auf. Der in Bottrop geborene Regisseur Thomas Grandoch übernahm die Regie der Oper von Giuseppe Verdi. Spielort der Open-Air-Aufführung war das Amphitheater auf der Halde Haniel.

### Grünflächen
Grünflächen in der Stadt Bottrop sind der Stadtgarten mit Teichen und Wiesen sowie dem Restaurant „Overbecks Hof“, mehreren Spielplätzen und einer Minigolfanlage. Der Revierpark beginnt in Bottrop-Vonderort und geht auf Oberhausener Stadtgebiet über. Auch im Revierpark gibt es ein Restaurant („Waldhof“), mehrere Spielplätze, Teiche und Wiesen.
- Der Volkspark Batenbrock ist ein Grünanlage, die im Stadtteil Batenbrock im Süden Bottrops angesiedelt ist.
- Beim Rotbachtal handelt es sich um ein Naturschutzgebiet zwischen der Kirchheller Heide und der Grenze zum Kreis Wesel
- Der Stadtgarten ist eine Parkanlage am Rande der Innenstadt und grenzt im Norden an das Naturschutzgebiet Köllnischer Wald. Hier befindet sich das Museumszentrum Quadrat Bottrop.
- Berne-Park: Öffentlicher Park im Bottroper Stadtteil Ebel, welcher um das frühere Klärwerk der Stadt erbaut wurde. Es gibt dort ein Restaurant im Maschinenraum des ehemaligen Klärwerks. Bemerkenswert ist zudem Dasparkhotel.
- Park Welheim: Öffentliche Parkanlage in Bottrop-Welheim.
- Köllnischer Wald ein naturnaher Buchenwald zwischen Bottrop und Kirchhellen der als FFH-Gebiet unter Naturschutz steht
- Kirchheller Heide eine Waldlandschaft in Kirchhellen, die sich aus Nadelwäldern, Heideflächen, Mooren, Feuchtwiesen, Laubwäldern, Kiesgruben, Seen und Flussauen zusammensetzt

Teile des Stadtgebietes einschließlich des Stadtgartens, des Köllnischen Waldes und der Kirchheller Heide gehören zum Naturpark Hohe Mark.

## Infrastruktur und Wirtschaft
Im Zukunftsatlas 2016 belegte die kreisfreie Stadt Bottrop Platz 323 von 402 Landkreisen, Kommunalverbänden und kreisfreien Städten in Deutschland und zählt damit zu den Regionen mit „Zukunftsrisiken“.
Mit 20.309 Euro hat Bottrop das niedrigste Bruttoinlandsprodukt pro Kopf unter allen kreisfreien Städten in Deutschland. Trotzdem konnte die Stadt Bottrop ihre Wirtschaftsleistung um 3,2 % steigern (Stand 2016) und liegt somit über den anderen Städten der Metropole Ruhr.
In der Stadt gab es 2017 ca. 47.700 erwerbstätige Personen. Die Arbeitslosenquote lag im Dezember 2018 bei 6,5 % und damit minimal über dem Durchschnitt von Nordrhein-Westfalen mit 6,4 %.

### Verkehr

#### Schienen- und Busverkehr

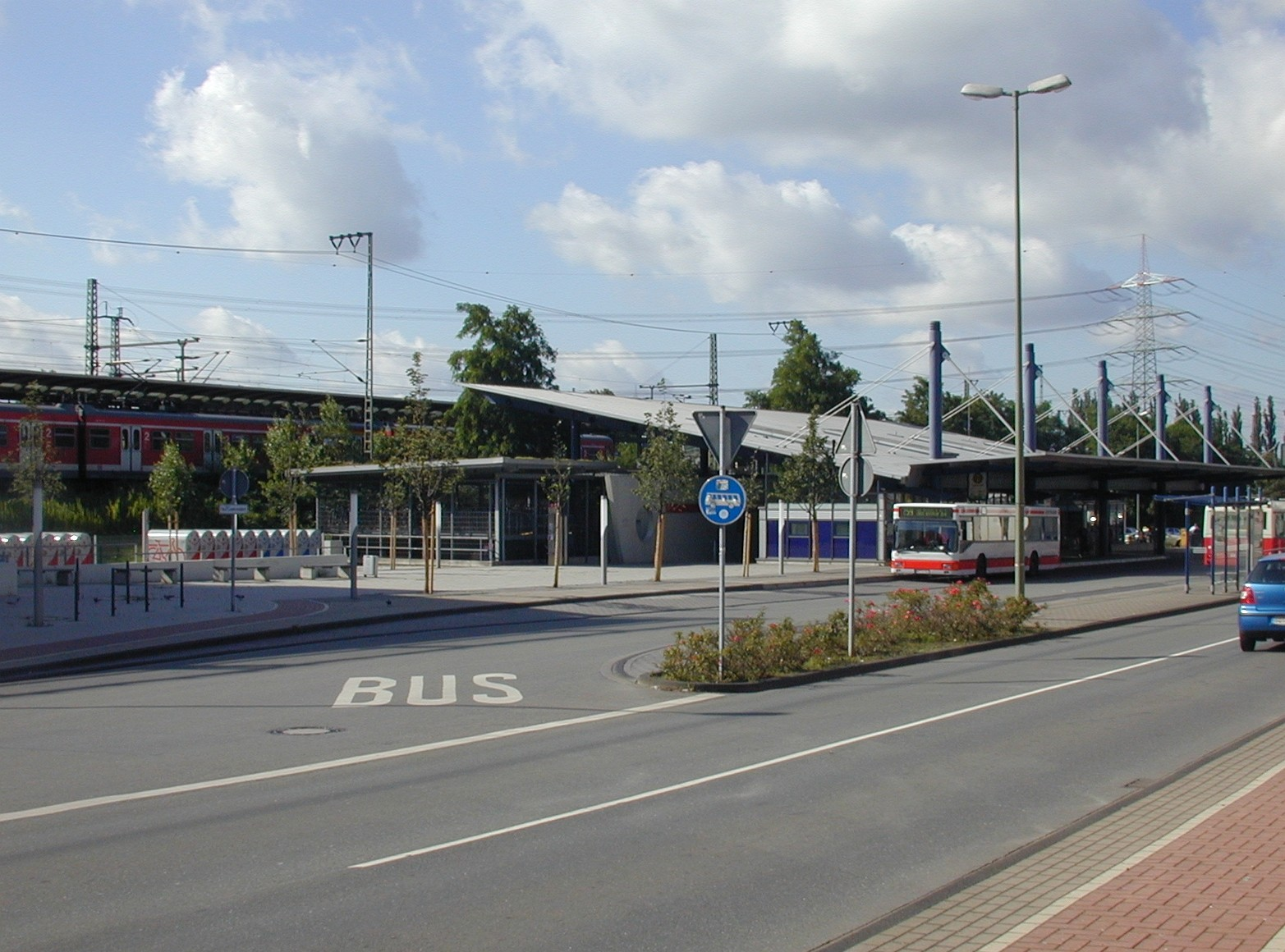
Bottrop Hauptbahnhof

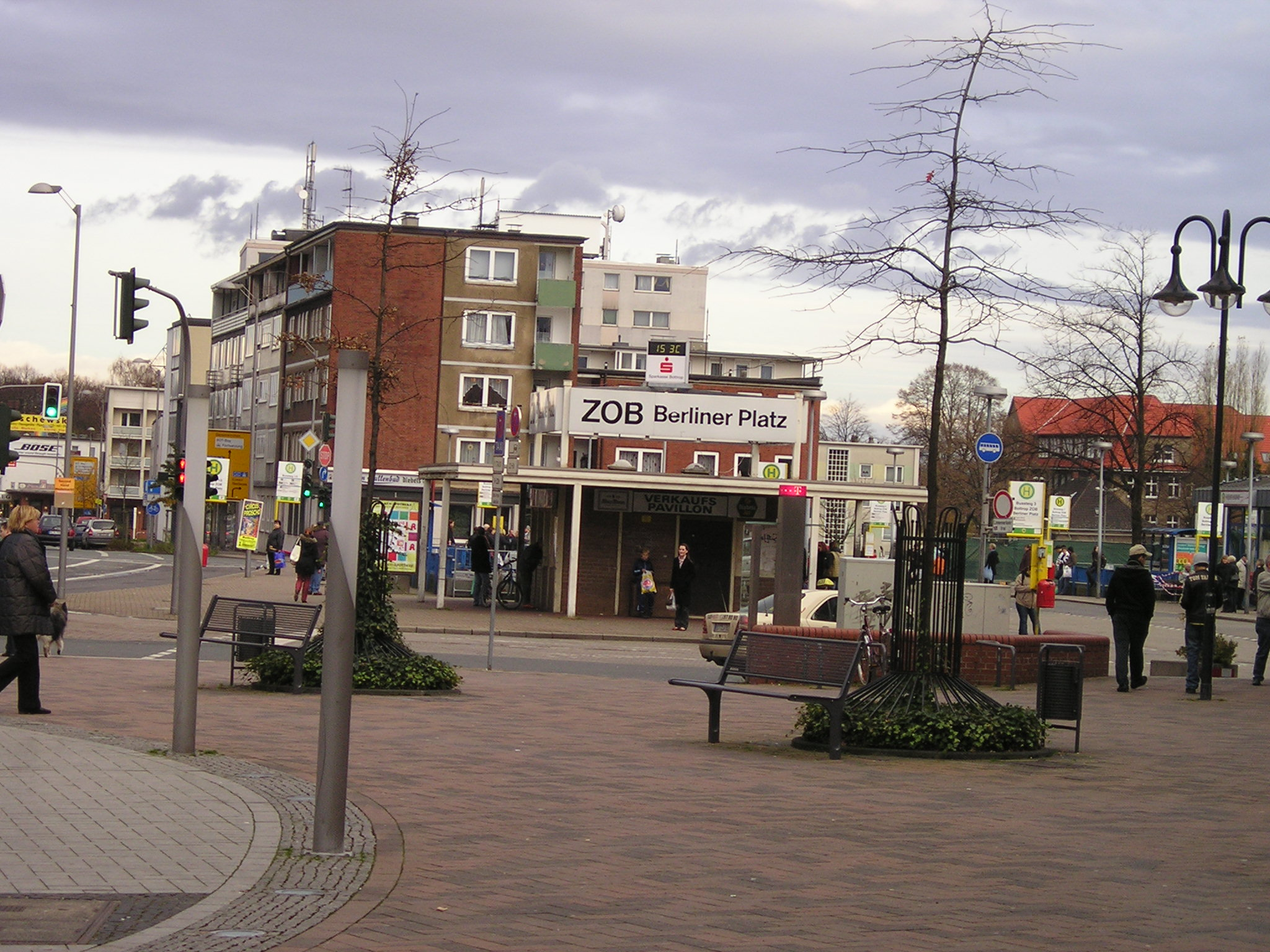
Bild des alten zentralen Omnibus-Bahnhofs (ZOB)

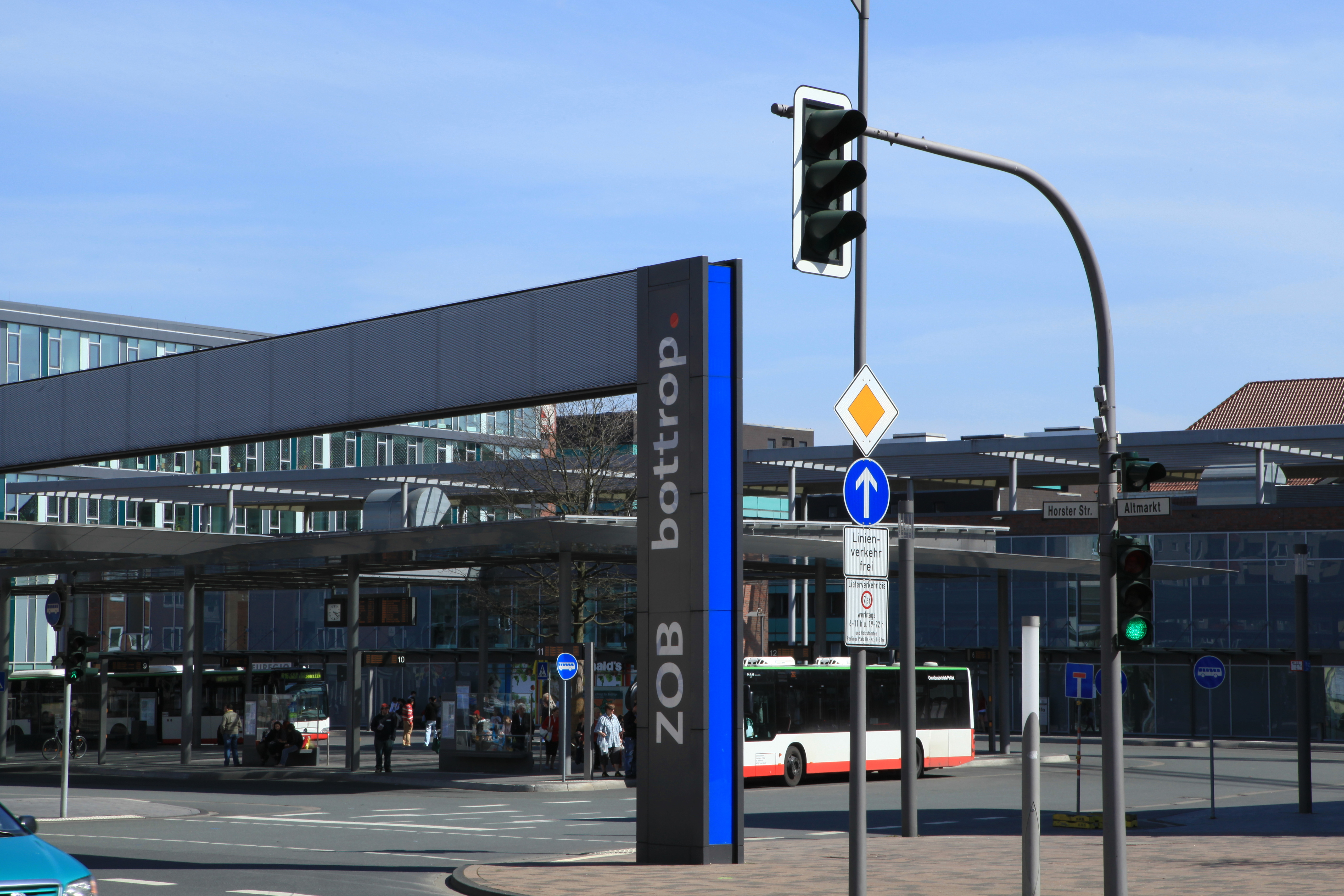
Blick von vorne auf den umgebauten ZOB

Im Schienenpersonennahverkehr (SPNV) werden auf dem Stadtgebiet die Stationen Bottrop Hbf, Bottrop-Boy und Bottrop-Vonderort an der Hamm-Osterfelder Bahn sowie Feldhausen an der Bahnstrecke Dorsten–Wanne–Eickel angefahren. Den Hauptbahnhof bedienen die Linien RE 14 „Emscher-Münsterland-Express“ (alle 30-Minuten Essen Hbf ↔ Dorsten stündlich ↔ Borken (Westf) und Coesfeld (Westf) als Flügelzug RE 14 – Teilung ab Dorsten), RE 44 „Fossa-Emscher-Express“ (stündlich montags–freitags Moers ↔ Duisburg ↔ Oberhausen Hbf ↔ Bottrop Hbf bzw. samstags, sonn- und feiertags ab Duisburg).
Es besteht ein ungefährer 15-Minuten-Fahrplanrhythmus bis Gladbeck West und in der Gegenrichtung nach Essen-Borbeck, Essen Hbf und Essen-Steele durch die zeitversetzte Taktung der Linien RE 14 und S 9.
Die S-Bahnlinie S 9 fährt im 30-Minuten-Takt Hagen Hbf / Wuppertal Hbf ↔ Bottrop Hbf und in andere Richtung Recklinghausen Hbf oder Haltern am See an. Der Linienast teilt sich ab Gladbeck West.
Bottrop-Boy wird nur von der S9, Bottrop-Vonderort nur vom RE 44 bedient. Am Haltepunkt Feldhausen im Stadtbezirk Kirchhellen fährt RE 14 sowie der in Gladbeck-Zweckel abzweigende und ein Teilstück der Strecke Wanne–Dorsten nutzende RB 43 auf der „Emschertal-Bahn“ von Dortmund Hbf nach Dorsten. Durchgeführt wird der SPNV von Abellio Rail NRW und der NordWestBahn.
Für den Güterverkehr besteht außerdem die Bahnstrecke Wanne-Eickel–Oberhausen-Osterfeld über Bottrop Süd.
Den Straßenpersonennahverkehr bedienen vor allem Busse der Vestischen Straßenbahnen GmbH. Diese Verkehrsgesellschaft trägt zwar noch den Begriff Straßenbahn in ihrem Namen, seit 1982 betreibt sie jedoch ausschließlich Buslinien. Die letzte Straßenbahn in Bottrop fuhr am 26. November 1976. Weitere Buslinien in Bottrop werden von der Stadtwerke Oberhausen AG (STOAG), der Bochum-Gelsenkirchener Straßenbahn AG (Bogestra), der Ruhrbahn und dem Busverkehr Rheinland (BVR) betrieben. Wichtigster Umsteigeknotenpunkt in der Stadtmitte von Bottrop ist der Zentrale Omnibusbahnhof am Berliner Platz, der im Oktober 2010 neu gestaltet wurde. Es gibt in Bottrop die Idee, eine Straßenbahnlinie nach Essen neu einzuführen.
Für den gesamten öffentlichen Personennahverkehr gelten der regionale Tarif des Verkehrsverbundes Rhein-Ruhr (VRR) und der NRW-Tarif.

#### Straßen
Bottrop ist über die Autobahnen 2 (Oberhausen – Berlin), 31 (Bottrop – Emden) und 42 (Dortmund – Kamp-Lintfort) an das deutsche Autobahnnetz angebunden. Außerdem schneidet die Bundesstraße 224, welche von Essen nach Gladbeck führt, Bottrop. Die B 224 soll in Zukunft zur A 52 ausgebaut werden, wobei der Abschnitt auf Bottroper Stadtgebiet zwischen der A 2 und der A 42 vorrangig realisiert werden soll. Die Planungen für diesen Abschnitt stammen noch aus den 1960er Jahren, im nun stattfindenden Planfeststellungsverfahren kommt es daher zu vereinzelten Bürgerprotesten.

#### Luftfahrt

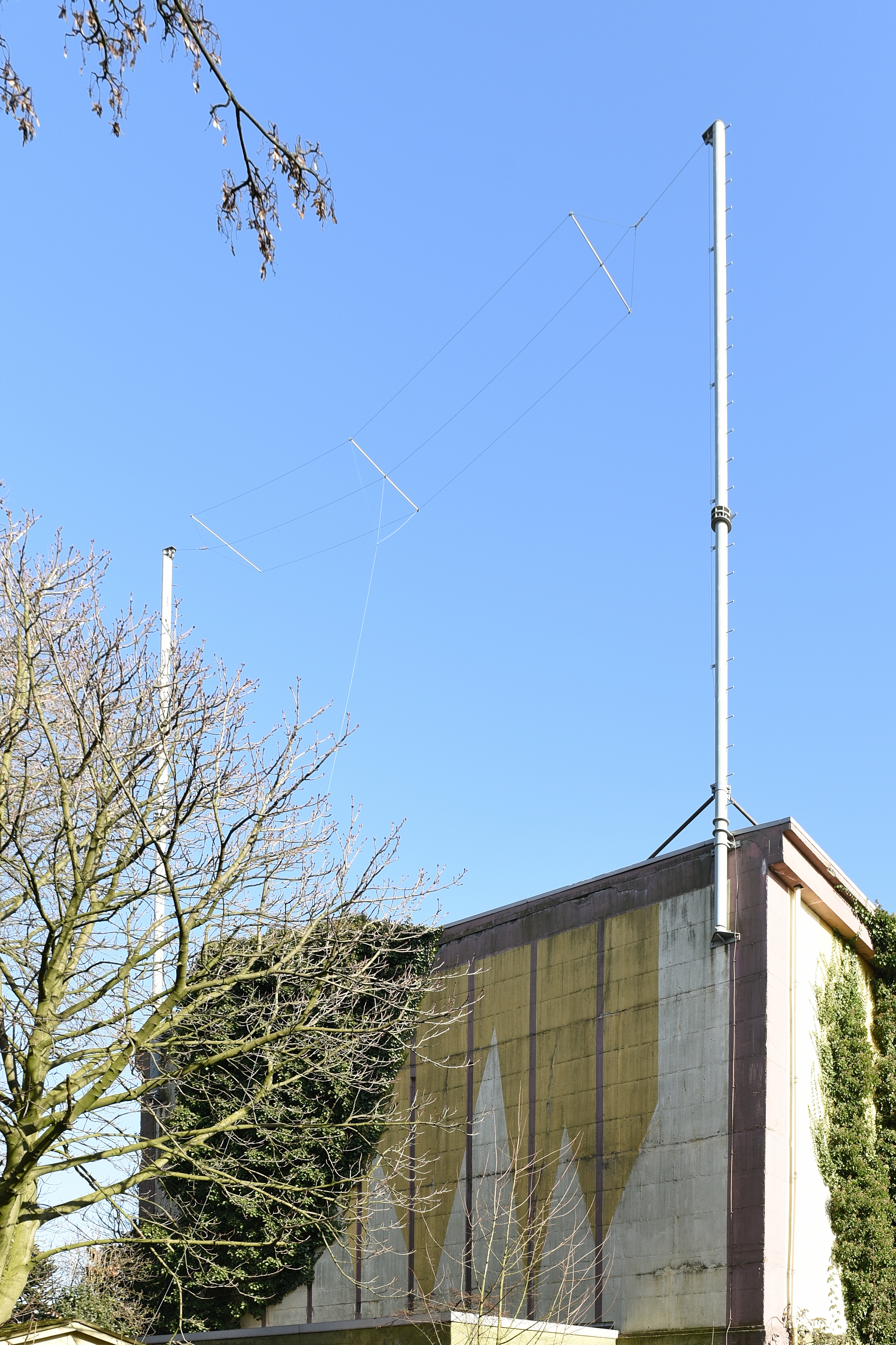
NDB-Funkfeuer BOT

In Gelsenkirchen befindet sich das NDB-Funkfeuer BOT einer internationalen Luftstraße. Es verwendet als Sendeantenne eine T-Antenne, die von zwei Stahlrohrmasten getragen wird. Sie befindet sich an einem Hochbunker in der Bülsestraße in Gelsenkirchen (also nicht auf Bottroper Stadtgebiet, wie die Bezeichnung NDB-BOT vermuten lässt).
Die Stadt Bottrop hält 49 % der Gesellschafteranteile an dem Flugplatz Schwarze Heide, der sich in der Kirchheller Heide im nördlichen Ruhrgebiet befindet. Er bietet Freizeit- und Geschäftsflüge mit motorisierten Flugzeugen, Segelflugzeugen und Hubschraubern. Der Flugplatz ist Standort mehrerer Flugschulen, des Landesleistungszentrums für Segelflug und der Extra Flugzeugproduktions- und Vertriebs GmbH.

### Innovation City
Bottrop ist InnovationCity Ruhr. Im November 2010 hat der Initiativkreis Ruhr Bottrop zum Sieger des im Frühjahr 2010 initiierten Wettbewerbs erklärt. Ziel der InnovationCity ist es, in einem bestehenden Siedlungsgebiet den Energieverbrauch und damit auch den CO2-Ausstoß bis 2020 zu halbieren. Durch die Zusammenarbeit von Industrie, Handwerk und privaten Investoren sollen Synergien entwickelt werden, die auf andere Siedlungen übertragbar sind.
Zukunftsstadt 2030
Bottrop wurde als eine von 51 Städten zur Zukunftsstadt 2030 ernannt.

### Ansässige Unternehmen
Bottrop war die letzte Stadt des Ruhrgebiets, in der Steinkohlenbergbau betrieben wurde. Das Bergwerk Prosper-Haniel beschäftigte rund 4000 Bergleute und wurde aufgrund des Steinkohlefinanzierungsgesetzes im Dezember 2018 stillgelegt. Im Süden der Stadt wird in der Kokerei Prosper Kohle zu Koks veredelt. In Kirchhellen werden, anknüpfend an die Formsandgräberei des 19. Jahrhunderts, mehrere Quarzkies-Lagerstätten ausgebeutet. Die Firma Stremmer Sand + Kies stellt dort einen Spezialsand für den Reitsport her.
Den wirtschaftlichen Schwerpunkt setzen jedoch mannigfaltige mittelständische Unternehmen, insbesondere Betriebe für Verpackung und Logistik, Industrieequipment, Türen und Küchen, Leuchten und Lichteffekte, Garten- und Landschaftsbau, Verlagswesen und Lebensmittelherstellung sowie Autotuning und -veredelung. Aufgrund der günstigen Verkehrslage sind in Bottrop zahlreiche Logistikzentren angesiedelt. Neben einigen Speditionen sind insbesondere die Logistikzentren der Firmen Netto Marken-Discount und Deichmann zu nennen.
Die Firma Brabus wurde 1977 in Bottrop gegründet und hat dort ihren Sitz. Das Unternehmen ist mit 2500 Mitarbeitern weltweit (2013) der größte unabhängige Fahrzeugtuningbetrieb der Welt.
Die Brabus-Allee wurde nach dem Unternehmen benannt.
Bottrop ist Sitz der MC-Bauchemie, einem Hersteller von Spezialchemikalien für den Baubereich.
Das Bauunternehmen Eurovia Teerbau hat in Bottrop eine Regionalniederlassung mit Betriebsstätte angesiedelt.
Die RRK Wellpappenfabrik produzierte im Jahr 2017 170 Millionen Quadratmeter Wellpappe und beschäftigte 220 Mitarbeiter.
Die Firma Seepex GmbH produziert an ihrem Hauptsitz in Bottrop jährlich ca. 12.000 Exzenterschneckenpumpen mit 400 Mitarbeitern (weltweit insgesamt 800 Mitarbeiter) und erzielt in der Gruppe einen Jahresumsatz von ca. 100 Mio. Euro. Es verfügt über weitere Produktionsstandorte in den USA und China.
Bottrop bemüht sich seit Jahren aktiv um einen Strukturwandel und setzt auf die Freizeitindustrie. Die Arbeitslosenquote lag im September 2018 bei 6,3 % und somit unter dem Durchschnitt im Ruhrgebiet. Einen Strukturwandel hat die Stadt Bottrop auf dem ehemaligen Gelände des Bergwerks Prosper III vollzogen. Auf dem ehemaligen Zechengelände entwickelt die RAG Montan Immobilien GmbH zusammen mit der Stadt Bottrop das Prosper-Viertel für Gewerbe- und Wohnimmobilien.

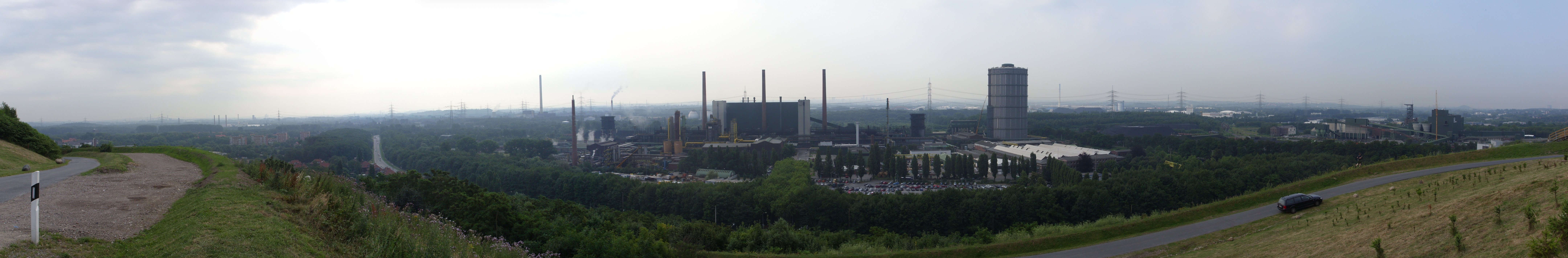
Panoramablick von Halde Prosperstraße auf die Kokerei Prosper mit der Zeche Prosper, Schacht Prosper II, am rechten Bildrand

### Medien
Über das lokale Tagesgeschehen berichten in Bottrop die „Westdeutsche Allgemeine Zeitung (WAZ)“ (seit 1948) und das Lokalradio für Bottrop, Gladbeck und Gelsenkirchen, „Radio Emscher Lippe (REL)“ (seit 1990). Die „Ruhr-Nachrichten“ haben ihr Erscheinen am 31. März 2006 eingestellt. Bottrop ist somit Einzeitungskreis. Für den Ortsteil Kirchhellen erscheint seitdem eine Seite mit Berichten aus Kirchhellen, Bottrop und Gladbeck in der „Dorstener Zeitung“, wie das Kopfblatt der „Ruhr-Nachrichten“ dort heißt.
Ferner gibt es eine Elektronische Zeitung namens Bottroper Zeitung.
Jeden Samstag wird der „Stadtspiegel Bottrop“ (seit 1980) in die Haushalte geliefert. Seit August 2006 erscheint in Bottrop die Wochenzeitung „Mittendrin! in Bottrop“ (Mittendrin Verlag GmbH) zum Wochenende.
Im Norden Bottrops erscheint monatlich das Regionalmagazin LebensArt (seit 2002, jeweils am 1. Freitag des Monats). Die Redaktion berichtet überwiegend über das lokale Geschehen in Kirchhellen, Grafenwald und Feldhausen.
Der TV-Lernsender nrwision bündelt in seiner Mediathek Fernsehsendungen über Bottrop bzw. von Fernsehmachern aus Bottrop.

### Bildung

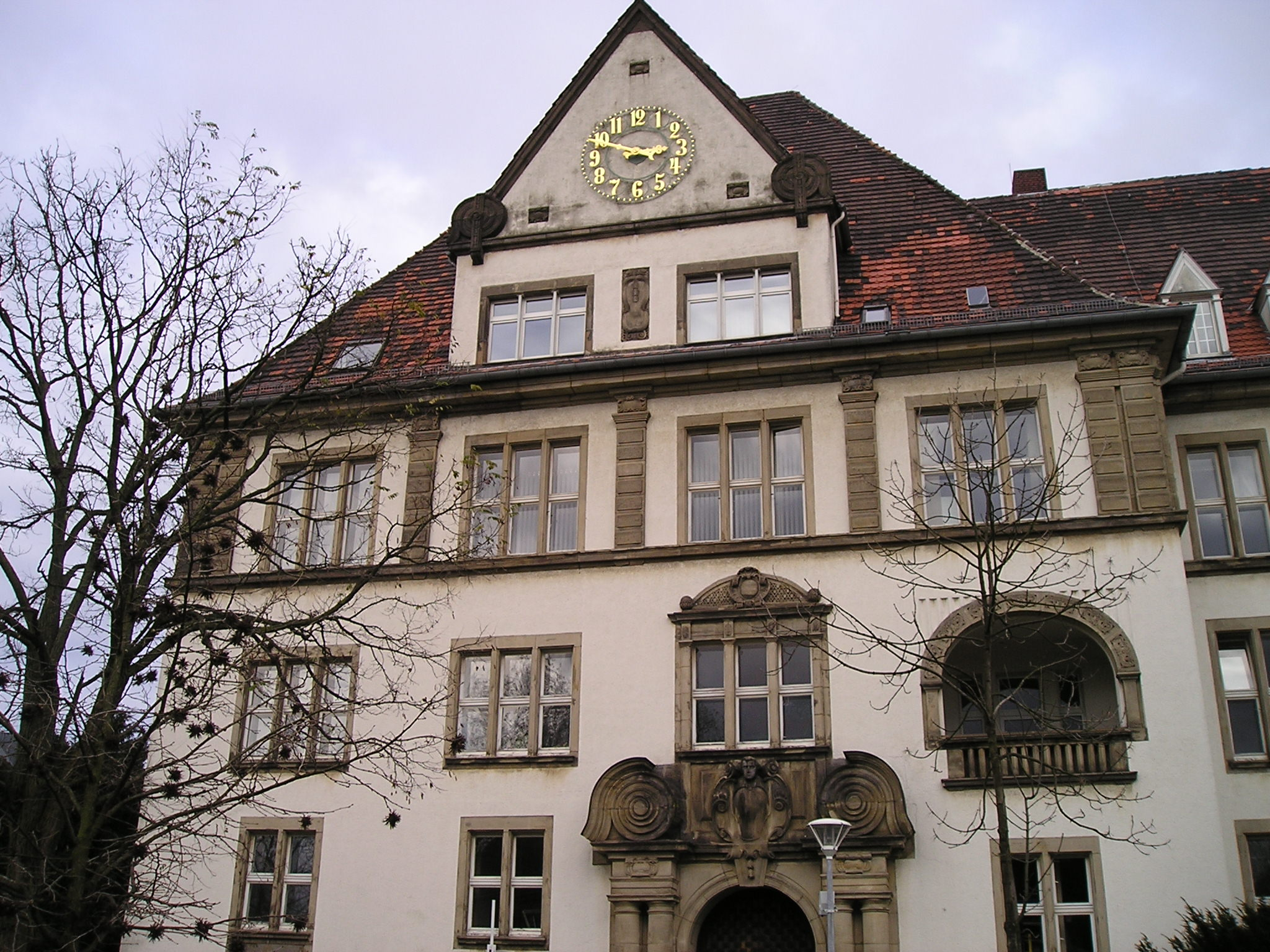
Kulturzentrum August Everding, Eingang Blumenstraße (ehemaliges Jungengymnasium)

Seit 2009 ist die Stadt neben Mülheim an der Ruhr einer der beiden Standorte der Hochschule Ruhr West. Das Studienzentrum Bottrop der Fernuniversität Hagen ist 2016 aufgegeben worden.
Weiterhin gibt es 21 Grundschulen an 26 Standorten, eine Hauptschule, eine Sekundarschule, zwei Gesamtschulen (Janusz-Korczak-Gesamtschule, Willy-Brandt-Gesamtschule), drei Realschulen (Gustav-Heinemann-Realschule, Marie-Curie-Realschule, August-Everding-Realschule), drei Gymnasien (Heinrich-Heine-Gymnasium, Josef-Albers-Gymnasium, Vestisches Gymnasium), ein Berufskolleg und drei Förderschulen.
Im Kulturzentrum August Everding befindet sich neben der Volkshochschule mit einem großstädtischen Angebotsprofil zudem die Stadtbücherei Lebendige Bibliothek Bottrop, die mit einer Filiale auch im Stadtteil Kirchhellen vertreten ist.

### Neuere Bauprojekte
In der Innenstadt wurde der als Markt- und Parkplatz genutzte Berliner Platz umgebaut; hier wurde das alte Hallenbad abgerissen und ein neuer Platz mit der Stadtgalerie (Kaufland als Ankermieter) sowie eine zweigeschossige Tiefgarage mit 560 PKW-Stellplätzen gebaut. Die Eröffnung fand am 19. November 2009 statt. Weiterhin wurde der angrenzende Zentrale Omnibusbahnhof (ZOB) umgebaut.
Angeschlossen wurde der Neubau eines neuen Hallenbades, der in Verbindung mit den in den Vorjahren ebenfalls grundlegend sanierten Jahnstadion, der Dieter-Renz-Halle und dem Judo-Leistungszentrum den Sportpark Bottrop bildet. 2009 wurde es als Hallenbad im Sportpark eröffnet.
Im Juli 2012 begann der Neubau der Hochschule Ruhr West in der Stadtmitte, an der Hans-Sachs-Straße. Der Lehrbetrieb wurde im Oktober 2014 aufgenommen. Im Bottroper Osten ist der Ausbau der Bundesstraße 224 zur Bundesautobahn 52 geplant. Das Projekt wurde im Juli 2013 in ein Maßnahmenpaket zur Behebung von Verkehrsproblemen im mittleren Ruhrgebiet der Landesregierung aufgenommen und ist im August 2016 vom Bundeskabinett im Bundesverkehrswegeplan 2030 beschlossen worden. Ein weiteres sehr großes Bauprojekt ist der Projekt Umbau des Emschersystems mit Bau des Emscherkanals und anschließender Renaturierung des Flusslaufes der Emscher.
Laut der Cosimo AG soll das Hansa Center nun im Herbst 2020 eröffnet werden und somit die Aufwertungsmaßnahme für den Berliner Platz und die Läden die an diesen Platz angrenzen abzuschließen. Statt vielen Einzelhändlern, wie man sie früher im Hansa Center gefunden hat, soll nun mehr Gastronomie in das Haus ziehen.
Durch den Rückzug des Bergbaus werden an der Emscher große Flächen frei, über deren künftige Nutzung diskutiert wird.

### Sonstiges
Berufs-/Freiwillige Feuerwehr
Zur Feuerwehr Bottrop gehören acht Freiwillige Feuerwehren, sowie eine Berufsfeuerwehr. Außerdem unterhält die Freiwillige Feuerwehr je einen Musik- und Spielmannszug, sowie eine Jugendfeuerwehr.
Technisches Hilfswerk
In Bottrop ist ein Ortsverband des Technischen Hilfswerks (THW) stationiert. Der Technische Zug besteht aus zwei Bergungsgruppen und den Fachgruppen Räumen und Beleuchtung.
Krankenhäuser
In Bottrop befinden sich drei Krankenhäuser. In Alt-Bottrop befinden sich das Marienhospital und das Knappschaftskrankenhaus. Zudem findet sich mit dem St. Antonius-Krankenhaus eine Psychiatrie in Kirchhellen.
Entsorger
Die Müllentsorgung und den Winterdienst in der Stadt Bottrop übernimmt die Bottroper Entsorgung und Stadtreinigung (BEST). Die BEST betreibt zwei Recyclinghöfe.
Polizei
In Bottrop gibt es drei Polizeidienststellen. Diese gehören zum Polizeipräsidium Recklinghausen. Die Bottroper Hauptwache befindet sich in der Innenstadt, eine zweite in Kirchhellen und eine weitere in der Boy.

## Auszeichnungen
2013 erhielt die Stadt den European Energy Award in Gold (unter 115 Teilnehmern eine von sieben mit dieser hohen Auszeichnung). Bereits 2011 erhielt Bottrop diese
Auszeichnung, die für Bemühungen zum Energieeinsparen vergeben wird.
Am 21. November 2013 erhielt das Projekt InnovationCity Ruhr im Rahmen des 2. Deutschen Nachhaltigkeitspreises einen Sonderpreis. Bauträger wird die städtische Wohnungsbaugesellschaft GBB sein.

## Persönlichkeiten

### Ehrenbürger
Die Stadt Bottrop hat folgenden Personen das Ehrenbürgerrecht verliehen:
- 1888: Josef Albers
- 1928: August Everding
- 1953: Erich Baur
- 1953: Hugo Reckmann
- 1953: Paul Schlesiger
- 1956: Johannes Ohm

### Söhne und Töchter der Stadt
Die Fernsehmoderatorin Ulla Kock am Brink wurde in Mülheim an der Ruhr geboren, wuchs in Bottrop auf und legte hier 1981 ihr Abitur ab. Gleiches gilt auch für Willi Landgraf, er ist ebenfalls in Mülheim an der Ruhr geboren. Die in Beuthen, Polen, geborene Kriminalpsychologin und Schriftstellerin Lydia Benecke lebte seit 1987 in Bottrop und zog 2010 nach Köln um.
Auch der Kabarettist Ludger Stratmann war kein gebürtiger Bottroper. Er lebte erst seit der zweiten Hälfte der 1980er Jahre als praktizierender Arzt in Bottrop. Geboren wurde er hingegen 1948 im ostwestfälischen Verl. 1977 geboren und aufgewachsen in Kirchhellen, das kurz zuvor zu Bottrop eingemeindet wurde, ist der Politiker Marcel Luthe.